# Elfi della Terra di Mezzo

Un gruppo di elfi nell'adattamento cinematografico di Peter Jackson

Gli elfi sono una razza di Arda, l'universo immaginario fantasy creato dallo scrittore inglese J. R. R. Tolkien. La loro complessa storia è descritta per intero soprattutto nel Silmarillion ed è menzionata in parte anche nel Signore degli Anelli. Gli elfi furono i primi abitanti della Terra di Mezzo. Suddivisi in varie stirpi, gli elfi sono considerati i primogeniti di Eru Ilúvatar. I racconti del Silmarillion vedono come protagonisti proprio gli elfi, che prima abitano in vari regni sparsi per il Beleriand e sono abbastanza potenti da sfidare Morgoth, per poi successivamente scontrarsi con Sauron, in seguito alla forgiatura degli Anelli del Potere. Gli elfi abbandonano progressivamente la Terra di Mezzo, per potersi definitivamente stabilire nel reame beato di Valinor.

## Ispirazioni e analisi
Gli elfi di Tolkien sono ispirati dalla mitologia islandese in particolare all'originaria descrizione della mitologia norrena (si vedano i Liósálfar dell'Edda in prosa, elfi della luce contrapposti agli Svartálfar o elfi oscuri: a loro volta una sorta di "paganizzazione" della mitologia cristiana sugli angeli che Snorri Sturluson probabilmente riprendeva dal Elucidario di Onorio Augustodunense), e anche in quella irlandese-celtica, in cui i sidhe erano inizialmente di dimensione umana: si veda la leggenda dei Túatha Dé Danann, quindi diversi da altri elfi del folklore (più simili a gnomi, folletti o fairy).
I Túatha Dé Danann, antichi sovrani dell'Irlanda arcaica che iniziarono la linea dei Re supremi d'Irlanda, si allontanarono dall'isola, ma non si sa bene dove si diressero: c'è chi afferma che la loro migrazione li portò dalle coste fino all'entroterra, in un posto chiamato Færie, con una conseguente integrazione culturale, e chi sostiene invece che tornarono nell'isola da cui arrivarono. Le leggende li descrivono come un popolo fatato e semidivino dell'Annwyn (l'aldilà celtico) i cui membri, immortali e potenti maghi, partecipavano a eterni banchetti in luoghi fuori dallo spazio e dal tempo. Questi elementi narrativi si ritrovano nell'universo di Tolkien, in particolare la storia dei Noldor, il loro arrivo e ritorno in Valinor, i loro Re Supremi, e della suddivisione degli elfi in Calaquendi o elfi della luce, e Moriquendi, elfi dell'oscurità (anche se non malvagi).
Alcuni hanno definito gli elfi una rappresentazione di cosa gli umani sarebbero potuti diventare, se non avessero commesso il peccato originale  
La loro purezza non li rende immuni dall'essere ingannati (come nel tradimento di Maeglin a danno di Gondolin per il suo amore possessivo non corrisposto verso Idril, o la ribellione di Celebrimbor contro Galadriel), o dal commettere atti scellerati (come Fëanor che tradì suo fratello Fingolfin e le sue schiere per sete di potere e che fece pronunciare ai suoi figli un terribile giuramento che maledirà tutti i noldor e che li condurrà ad azioni malvagie come i tre fratricidi, o l'omicidio di Aredhel da parte di Eöl), o compiere atti di cattiveria gratuita (Saeros che per invidia e arroganza provoca Túrin Turambar cercando poi di ucciderlo, mettendo involontariamente in moto gli eventi del Fato di Morgoth). Inoltre le loro caratteristiche li rendono anche meno capaci degli uomini all'adattarsi ad un mondo decaduto e in continua mutazione.

## Descrizione
Gli elfi sono descritti come le più belle creature della Terra di Mezzo, amanti dell'arte, in particolare del canto, e della conoscenza. Tra di essi, soprattutto i noldor possiedono abilità e conoscenze che agli uomini della Terra di Mezzo appaiono magiche. Dipendentemente dalla stirpe, hanno i capelli corvini e gli occhi grigi o capelli biondi dorati, rossi o argentati. Agli elfi non cresceva la barba finché non entravano nel terzo ciclo di vita, come avvenuto ad esempio per Círdan. Sono immortali, nel senso che la loro aspettativa di vita è eterna, ciononostante possono morire se vengono uccisi, in seguito a un dolore morale profondo o se rinunciano alla propria immortalità per amore degli uomini. Nei primi due casi possono tornare dopo un periodo nelle Aule di Mandos e reincarnarsi nel corpo di prima conservando i loro ricordi, come accaduto a Finrod e Glorfindel; nel caso in cui invece rinunciano alla propria immortalità diventano a tutti gli effetti degli uomini, pur conservando le caratteristiche fisiche originarie. Gli elfi crescono allo stesso ritmo temporale degli uomini fino alla maturità, dopodiché l'invecchiamento si arresta, facendo loro mantenere le sembianze acquisite in età adulta. Possiedono sensi più acuti, e molti sono più forti degli uomini. Le loro memorie e i loro ricordi sono vividi come la loro vita. Condividono con gli uomini la sofferenza fisica, psichica e morale. Nel Signore degli Anelli e nel Silmarillion non ci sono riferimenti espliciti alle orecchie a punta. Solo in un brano dell'Etimologia Tolkien afferma che «le orecchie degli elfi erano più allungate e a forma di foglia di quelle degli uomini».
A volte sono chiamati "primogeniti", in contrasto con gli uomini, i secondogeniti. Gli elfi chiamano se stessi Quendi (cioè "coloro che parlano con voci"), in onore del fatto che, quando vennero creati, erano gli unici in grado di parlare. Il vala Oromë fu il primo che li chiamò eldar (ovvero "Popolo delle stelle") perché si risvegliarono sotto le stelle, nome però generalmente considerato escludente gli avari.
Tra le vicende della Terra di Mezzo vi sono storie d'amore tra personaggi elfi e uomini e il frutto di queste unioni ha dato origine ai mezzelfi, i quali, giunti all'età adulta scelgono se divenire immortali come gli elfi o mortali come gli uomini. I mezzelfi presentati nel Silmarillion e nel Signore degli Anelli sono Dior, figlio di Beren e Lúthien, Eärendil, figlio di Tuor e Idril, e i loro discendenti Elwing, Eluréd ed Elurín, Elrond, Elros, Arwen ed Elladan e Elrohir. Nei Racconti incompiuti viene poi citato Galador, capostipite dei principi di Dol Amroth, che insieme alla sorella Gilmith sarebbe figlio di Mithrellas, ancella elfica nandorin.

### Suddivisione e stirpi

Suddivisione

Come narrato nel poema Cuivienyarna, dopo essersi risvegliati a Cuiviénen gli elfi si divisero in tre grandi gruppi: i minyar, i tatyar e i nelyar. Invitati da Oromë ad andare a vivere con i valar a Valinor, gli elfi si divisero in due gruppi principali: gli eldar, coloro che decisero di intraprendere il viaggio per Valinor, e gli avari, i riluttanti; il nome dei primi (letteralmente "popolo delle stelle") fu dato loro da Oromë nel loro stesso linguaggio. Sempre secondo il Cuivienyarna tutti i minyar partirono per Valinor, divenendo infine i vanyar, mentre la metà dei tatyar e un terzo dei nelyar rimasero a Cuiviénen, divennero gli antenati degli avari. Gli eldar si divisero quindi in tre stirpi: i vanyar, i noldor e i teleri (gli ultimi due gruppi costituiti rispettivamente dai tatyar e dai nelyar che decisero di partire). Gli eldar che giunsero a destinazione vengono anche definiti calaquendi ("elfi della luce") e amanyar ("quelli di Aman"). Gli avari, i nandor e i sindar sono invece definiti moriquendi ("elfi scuri"), in relazione al fatto che non videro mai la luce dei Due Alberi, ad eccezione del solo Thingol, il quale andò brevemente a Valinor ed è considerato un calaquendi.

#### Vanyar
Discendenti dai minyar, i vanyar sono i più nobili tra gli eldar. Erano la prima e più esigua schiera degli elfi. Sono caratterizzati da capelli completamente biondi, luminescenti e privi di striature scure, da una carnagione chiarissima, simile all'argento, e da una prodigiosa statura. Il nome vanyar significa "i chiari" in quenya, con riferimento ai loro capelli dorati. Eccellono nel canto e nella poesia e sono i più simili ai valar in quanto a nobiltà d'animo, bellezza e potere e risiedono soprattutto nella città di Valmar. Sono la stirpe elfica più cara a Manwë e Varda, dai quali i vanyar hanno appreso la maggior parte delle loro conoscenze. Loro re fu Ingwë, il primo vanya a viaggiare con Oromë verso Valinor e importante vanya fu Indis, la seconda moglie di Finwë e nonna di Galadriel, la quale ne ereditò la celebre chioma dorata. Pochi di loro furono visti nella Terra di Mezzo, perché vi ritornarono solamente per la Guerra d'Ira. Parlano una variante del quenya, lingua condivisa con i noldor.

#### Noldor
I noldor sono discendenti di quei tatyar che decisero di partire per Valinor. Guidati da Finwë, una volta raggiunta Valinor si stabilirono a Tirion. I più amati da Aulë, i noldor sono possessori di vaste conoscenze e capacità intellettive e manuali; eccellono in particolare nelle arti figurative e nella scienza metallurgica e amano soprattutto la raffinatura delle gemme e la forgiatura di gioielli. Sono anche stati i primi a creare un linguaggio scritto. Particolarmente orgogliosi delle loro opere, bramano una sempre maggiore conoscenza e non si fermano dinanzi a nulla per ottenere ciò che vogliono; spesso questa cieca determinazione li ha portati allo sbando, come nelle vicende riguardanti i Silmaril e gli Anelli del Potere. La tradizionale lingua dei noldor è il quenya.
In seguito all'assassinio del loro re Finwë da parte di Melkor, gran parte dei noldor di Valinor, incitati da Fëanor, decisero di partire per la Terra di Mezzo; nell'atto di partire i noldor si scontrarono con i teleri in quello che divenne noto come il "fratricidio di Alqualondë" e furono quindi esiliati dai valar. I pochi che non partirono rimasero a Tirion e furono governati da Finarfin. Giunti nel Beleriand, i noldor, guidati da Fingolfin, dai figli di questi, dai figli di Finarfin e da quelli di Fëanor, stabilirono numerosi reami, i quali si opposero per secoli al potere di Melkor; in molte zone i noldor si mescolarono poi ai sindar, adottandone la lingua e mantenendo il quenya come lingua di corte e delle arti. I regni dei noldor caddero uno dopo l'altro per effetto delle vittorie di Melkor. In seguito alla Guerra d'Ira molti dei noldor superstiti, ottenuto il perdono dei valar, tornarono a Valinor. Coloro che rimasero ebbero come re Gil-Galad e si stabilirono principalmente nel regno del Lindon e nel regno dell'Eregion.
Nel corso della Seconda Era i noldor, ingannati da Sauron, forgiarono gli Anelli del Potere e si dovettero poi scontrare per secoli con le forze dell'oscuro signore, che distrusse l'Eregion. Unitisi infine agli eserciti dell'Ultima Alleanza, i noldor della Terra di Mezzo contribuirono nello sconfiggere Sauron, ma perdettero il loro re. Nel corso dei secoli seguenti, quasi tutti i noldor tornarono a Valinor ed entro i primi decenni della Quarta Era non ne era rimasto più quasi nessuno nella Terra di Mezzo.

#### Teleri
Discendenti dei nelyar, i teleri chiamavano sé stessi lindar ("cantori") e furono la stirpe elfica più numerosa. Guidati da Elwë, il cammino dei teleri verso Valinor fu più lento di quello dei vanyar e dei noldor ed essi marciarono in retroguardia; essi si divisero nel corso del grande viaggio in varie stirpi.

Separazione delle varie stirpi degli elfi

##### Nandor
I nandor furono quei teleri che, rifiutandosi di oltrepassare le Montagne Nebbiose, si stanziarono definitivamente sotto la guida di Lenwë sulla riva orientale del fiume in seguito chiamato Anduin. Detti anche "elfi silvani", dimorano nei boschi o nelle vallate nei pressi dei fiumi. In epoche successive agli elfi silvani si unirono avari della stirpe dei penni. A partire dalla Seconda Era, gli elfi silvani furono dominati da dinastie sindar. Sottogruppo dei nandor sono i cosiddetti elfi verdi (traduzione della parola quenya Laiquendi), che, sotto la guida di Denethor, figlio di Lenwë, raggiunsero il Beleriand e si stabilirono nell'Ossiriand. Caratteristiche di questo popolo sono l'amore per l'acqua e una vasta conoscenza della natura; il loro nome faceva probabilmente riferimento al colore del loro abbigliamento, che riprendeva il verde delle foreste. Dopo la fine della Prima Era alcuni rimasero nella loro terra, mentre altri partirono per Valinor.
I nandor parlano il nandorin, del quale si conoscono tuttora solo una trentina di vocaboli. Della lingua degli elfi verdi non si sa quasi niente neanche fino a che punto Tolkien l'abbia sviluppato. Dai pochi vocaboli pervenuti si crede che il nandorin avesse un sistema di formazione del plurale molto simile al sindarin, alcune desinenze sembrano invece corrispondere a quelle del quenya.

##### Falmari
Quei teleri che proseguirono il viaggio attraversando le Montagne Nebbiose e le terre dell'Eriador si stabilirono temporaneamente nel Beleriand; nel corso di questa permanenza però il loro re Elwë scomparve nei boschi; quei teleri che scelsero comunque di proseguire il viaggio furono guidati da Olwë, fratello di Elwë e che sarebbe poi divenuto loro signore a Valinor. Attardatisi però nel raggiungere la costa, furono lasciati indietro; in attesa di poter passare il mare, dimorarono presso le bocche del Sirion, dove Ossë e la sua sposa Uinen vennero sovente a incontrarli. Gli elfi che avevano già concluso il viaggio persuasero infine Ulmo a trasportarli a Valinor; come per le altre stirpi egli svelse così l'isola che sarebbe stata poi chiamata Tol Eressëa, trasportandoli verso destinazione. Stanziatisi inizialmente sull'isola di Tol Eressëa, in seguito essi giunsero sulla costa di Eldamar, fondando la città di Alqualondë, venendo chiamati falmari ("abitanti delle coste") dai noldor. Sono i più cari a Ulmo, che li ha istruiti sommamente sulla musica, e sono fortemente legati al mare, che solcano con le loro navi a forma di cigno. Dopo il fratricidio di Alqualondë, ad opera dei noldor guidati da Fëanor, i falmari si allontanarono da questi ultimi, anche se nella Guerra d'Ira accettarono di trasportare con le loro navi gli eserciti di Valinor.
Nel periodo di tempo in cui i falmari dimorarono su Tol Eressëa, il loro linguaggio, il telerin assunse una differenza più marcata rispetto al quenya parlato dai vanyar e dai noldor, diventando un idioma a sé stante.

##### Sindar
I sindar (letteralmente "elfi grigi") sono quei teleri che rimasero nel Beleriand alla ricerca del loro re Elwë. Il ritorno di Elwë, unitosi alla maia Melian, segnò la nascita di una nuova stirpe; il loro re assunse il nome di Elu Thingol ed essi furono dunque detti sindar. I teleri persuasi da Ossë a rimanere presso di lui nelle coste del Beleriand costruirono poi i porti di Brithombar e di Eglarest e furono detti falathrim ("gli elfi delle Falas"); Círdan fu loro signore e furono i primi a costruire navi. Molti sindar varcarono il mare Belegaer alla fine della Prima Era per raggiungere Valinor, mentre alcuni decisero di rimanere nella Terra di Mezzo, in particolare nel Lindon o a est dell'Anduin, dove, guidati da Oropher e Amdír, fondarono regni tra i nandor. I sindar parlano il sindarin, lingua poi adottata anche dai noldor residenti nella Terra di Mezzo nonché dai nandor del Doriath e di Lórien).

#### Avari
Gli avari furono quei tatyar e quei nelyar, capeggiati rispettivamente da Morwë e Nurwë, che rifiutarono di prendere parte al viaggio verso Valinor. In alcuni scritti di Tolkien si dice che piccoli gruppi di avari di stirpe tatya arrivarono fin nel Beleriand, mentre nel The War of the Jewels Tolkien fornisce i nomi di sei delle stirpi degli avari: Kindi, Cuind, Hwenti, Windan, Kinn-lai e Penni. I nomi sono nelle sei principali lingue avarin, e significano l'equivalente quenya di quendi, ovvero "coloro che parlano con voci proprie"; questi erano i nomi che gli avari davano a loro stessi. Secondo una nota di Tolkien «essi avevano evidentemente continuato a chiamare se stessi kwendî, in relazione a quelli che andarono via (che sono gli eldar) come "disertori"». Infatti l'interesse di Tolkien per le lingue elfiche si concentrò più che altro sul ramo eldarin e in particolare sul quenya, sul sindarin e, in misura minore, sul telerin. Furono i primi elfi con cui i neonati atani ebbero contatti. Negli scritti più antichi di Tolkien è un avar, Nuin, ad avventurarsi nell'Hildórien e scoprire gli Uomini dormienti. Nuin ne svegliò due, Ermon ed Elmir e insegnò loro la lingua e la musica. Alcuni Avari si unirono poi ai Nandor e vissero nel Bosco Atro come Elfi Silvani.

### Storia

#### Il risveglio e il grande viaggio
Come narrato nel Cuivienyarna, i primi elfi si destarono sulle rive di Cuiviénen, una baia riparata di quello che allora era il mare di Helcar (il cui nome significa infatti "Acqua del Risveglio"), nelle regioni nord orientali della Terra di Mezzo, proprio appena Varda terminò la forgiatura del Valacirca. Come narrato nel poema Cuivienyarna, i primissimi elfi a svegliarsi furono sei: Imin, Tata, Enel e rispettive compagne, i quali furono in seguito i progenitori delle future tre stirpi degli elfi, i minyar, i tatyar e i nelyar. Appena destati, volsero il loro sguardo verso il cielo e pronunciarono la parola Ele, ovvero "guarda!", la prima mai pronunciata in lingua elfica. Per questo motivo furono chiamati "eldar" da Oromë, nella loro stessa lingua. Nei primi tempi gli elfi abitarono nei pressi di Cuiviénen, all'ombra degli Orocarni, esplorando le zone circostanti la baia ma non allontanandosi troppo per paura di venire catturati dal "cavaliere nero", figura in realtà facente riferimento ai servi di Melkor, che rapivano coloro che si allontanavano troppo dalla baia e li traevano in Utumno, dove per mezzo di arti oscure e perverse venivano distorti, andando a generare la razza degli orchi.
Una volta che furono scoperti da Oromë, i valar, per proteggerli, decisero di muovere guerra a Melkor, catturandolo e portandolo in prigionia a Valinor. Invitati dai valar a venire a vivere a Valinor, Oromë scelse tre degli elfi da portare a Valinor: Ingwë, Finwë ed Elwë, i quali videro lo splendore del reame beato e la luce dei Due Alberi ed una volta tornati convinsero la maggior parte degli elfi a seguirli verso Valinor; circa la metà dei tatyar e dei nelyar rifiutò l'invito e, guidati rispettivamente da Morwë e Nurwë, divennero gli elfi avari. La marcia degli eldar verso Valinor fu lunga e si protrasse negli anni. Chi più di tutti subì perdite furono i teleri, la schiera più grande guidata da Elwë; molti di questi furono scoraggiati dalle Montagne Nebbiose e ripiegarono verso quella che sarebbe poi divenuta la valle dell'Anduin, andando a costituire i nandor, mentre lo stesso Elwë si smarrì nei boschi del Beleriand dove incontrò la maia Melian, della quale si innamorò e con la quale fondò in seguito il regno del Doriath, restando infine nella Terra di Mezzo. Così, mentre i vanyar, la schiera di Ingwë, e i noldor, il popolo di Finwë, attraversarono il mare giungendo infine a Valinor, i teleri si attardarono nella Terra di Mezzo per cercare Elwë; solo in seguito il maia Ossë trasportò i teleri guidati da Olwë in Aman per mezzo dell'isola di Tol Eressëa; i teleri rimasti nel Beleriand tornarodo poi a essere guidati da re Elwë, il quale assunse il nome di Elu Thingol; i teleri delle coste costruirono il regno del Falas, sotto l'egida di Círdan.
Giunti a Valinor, i vanyar e i noldor si insediarono nelle città di Valmar e di Tirion; i teleri rimasero invece in Tol Eressëa e in seguito alcuni di loro costruirono il porto di Alqualondë sulle coste di Aman. Gli elfi prosperarono a Valinor per migliaia di anni, periodo nel quale eccelsero nelle più svariate arti. I sindar prosperavano invece nel Beleriand sotto la guida di re Thingol e di sua moglie Melian e furono poi raggiunti anche da un folto gruppo di nandor che si stabilirono nell'Ossiriand.

#### L'oscuramento di Valinor
Dopo tre ere di prigionia Melkor venne liberato e ricevette il perdono di Manwë, con il divieto però di lasciare Valinor. Accadde che intanto Fëanor, primogenito di Finwë, creò la sua opera massima, i Silmaril, che contenevano lo splendore della luce dei Due Alberi e che furono benedette da Varda e Yavanna; Melkor ne fu geloso e desiderò fortemente impadronirsene e, in realtà per nulla pentito e conquistata la fiducia dei valar e degli elfi, cominciò a diffondere discordie tra questi ultimi e insegnò agli elfi a forgiare armi. Fëanor diffidava di Melkor, ma ne fu tuttavia influenzato e cominciò a covare rancore verso i valar e i fratellastri Fingolfin e Finarfin; fu allora che Fëanor iniziò a parlare apertamente della possibilità di un ritorno nella Terra di Mezzo, sicché secondo lui i valar non tenevano gli eldar a Valinor per amore, bensì per impedire che questi creassero domini potenti nella Terra di Mezzo. Allontanato dai valar, Fëanor si ritirò nel nord del paese, costruendo la città di Formenos, dove accumulò le ricchezze da lui prodotte, compresi i Silmaril.
Fu allora che Melkor fuggì e raggiunse il sud di Aman, dove dimorava l'orrenda creatura aracniforme Ungoliant, insieme alla quale rubò i Silmaril, assassinò Finwë e devastò i Due Alberi, facendo piombare le tenebre su Valinor. Stabilitosi ad Angband, Melkor si riunì ai suoi eserciti e con questi attaccò gli elfi del Beleriand. Fëanor maledì Melkor, rinominandolo Morgoth, e si ribellò ai valar; radunò così i noldor a lui fedeli e li convinse ad abbandonare Valinor e fece pronunciare ai suoi figli un terribile giuramento, che li costrinse a perseguire ogni creatura, buona o malvagia che fosse, che osasse appropriarsi dei loro Silmaril. Gran parte dei noldor marciò in due schiere; i noldor guidati da Fëanor si resero protagonisti dell'efferato fratricidio di Alqualondë, nel quale massacrarono molti teleri e si appropriarono delle loro navi. Fu così che i valar condannarono all'esilio tutti quei noldor che avrebbero deciso di imbarcarsi per la Terra di Mezzo e Mandos pronunciò una profezia che prevedeva per loro molte sventure. Molti dei noldor della seconda schiera, tra i quali lo stesso Finarfin, decisero quindi di rimanere, mentre i rimanenti furono guidati da Fingolfin. Fëanor, giunto nel Beleriand, decise di far bruciare le navi con le quali aveva fatto imbarcare i suoi fedeli, abbandonando il resto dei noldor, i quali decisero di attraversare a piedi i ghiacci dell'Helcaraxë, subendo numerose perdite. Fëanor perì nella Dagor-nuin-Giliath, la battaglia che lo oppose agli eserciti di Melkor.

#### Prima Era
Le due schiere guidate da Fingolfin e dai figli di Fëanor decisero di riappacificarsi in nome della lotta al nemico comune e stabilirono numerosi regni; alcuni decenni dopo sconfissero gli eserciti di Melkor nella Dagor Aglareb e assediarono Angband per i secoli seguenti, assicurando al Beleriand una lunga pace. Tra i regni fondati dai noldor si citano Gondolin e Nargothrond, mentre i sindar mantenevano il dominio del Doriath e del Falas; gli elfi del Beleriand entrarono poi in contatto con gli uomini, con i quali strinsero vari vincoli di alleanza. In seguito alla Dagor Bragollach e alla Nírnaeth Arnoediad i regni dei noldor e dei sindar caddero uno dopo l'altro ̟per effetto delle vittorie di Melkor o attaccati dai figli di Fëanor, desiderosi di recuperare il Silmaril sottratto a Melkor da Beren e Lúthien. In seguito all'impresa di Eärendil, i popoli del Beleriand furono infine soccorsi dagli eserciti di Valinor nella Guerra d'Ira, che portò alla sconfitta di Melkor.

#### Seconda Era

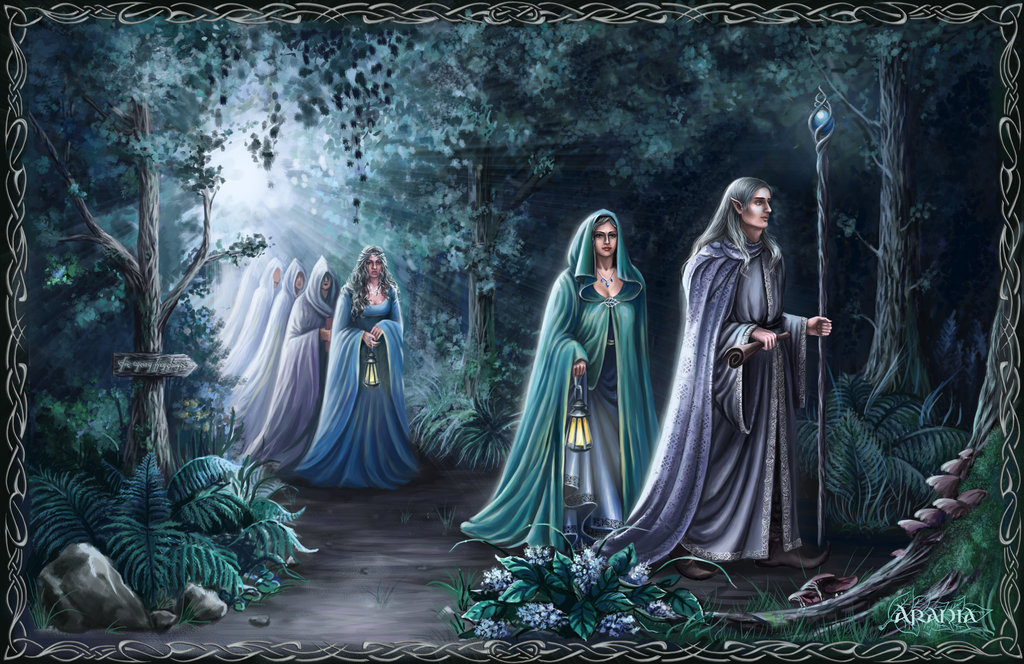
Elfi abbandonano la Terra di Mezzo

Dopo la fine della Prima Era e l'inabissamento del Beleriand, i noldor esiliati ricevettero il perdono dei valar e il permesso di rientrare a Valinor, insieme ai sindar che l'avessero voluto; molti partirono per Valinor, mentre altri si stabilirono nei reami di Lindon, governato da Gil-Galad, ed Eregion, guidato da Celebrimbor. Molti sindar, guidati da Oropher e Amdír, si stabilirono invece tra i nandor nel Bosco Atro e nel Lórien. L'Eregion prosperò nel corso dei secoli successivi, divenendo un regno ricco e potente, grazie anche ai continui scambi culturali e commerciali con i nani di Khazad-dum. Celebrimbor fece però l'errore di prestare ascolto ai consigli di Sauron, che allora si presentava come un uomo di bell'aspetto di nome Annatar e come dispensatore di doni. Al fine di rendere la Terra di Mezzo simile a Valinor, i fabbri noldor dell'Eregion forgiarono gli Anelli del Potere.
Ben lungi dall'essere un benefattore, Sauron mirava in realtà al dominio totale di Arda e forgiò così l'Unico Anello, col quale poteva controllare tutti gli altri anelli, chi li indossava e le opere che grazie ad essi vennero eseguite. Dopo che i noldor si resero conto dell'inganno, le armate di sauron devastarono l'Eregion, uccidendo Celebrimbor. I pochi elfi superstiti alle devastazioni del regno ripiegarono a Gran Burrone. Alla fine della Seconda Era i regni dei noldor e dei sindar della Terra di Mezzo si unirono in alleanza con i dunedain sopravvissuti all'Akallabêth e coi nani di Khazad-dum nell'Ultima Alleanza e marciarono contro Mordor. Sauron fu sconfitto, ma i grandi re elfici della Terra di Mezzo, tra i quali Gil-Galad, Oropher e Amdír, erano quasi tutti periti nelle battaglie. In seguito a questo scontro la maggior parte dei noldor abbandonò progressivamente la Terra di Mezzo per raggiungere Valinor. I pochi che scelsero di rimanere rimanevano a Gran Burrone con Elrond o nel Lindon.

#### Terza e Quarta Era
Nella Terza Era pochi dei noldor rimanevano nella Terra di Mezzo; la maggioranza di essi viveva nel Lindon sotto la guida di Círdan o a Gran Burrone sotto l'egida di Elrond. I sindar e i nandor invece erano ancora abbastanza numerosi e dimoravano prevalentemente, oltre che nel Lindon, nel Lórien, guidati da Celeborn e Galadriel, o nel Bosco Atro sotto la guida di Thranduil. Tra la fine della Terza Era e l'inizio della Quarta alcuni degli elfi silvani del Bosco Atro si stabilirono sotto la guida di Legolas nell'Ithilien, per aiutare Re Elessar nella ricostruzione di quella contrada. All'inizio della Quarta Era praticamente tutti i noldor e molti dei sindar e dai nandor abbandonarono definitivamente Terra di Mezzo; Gran Burrone e il Lórien divennero completamente disabitati, mentre gli elfi di Thranduil si isolarono sempre più dagli uomini.

### Nomi degli elfi
Alla nascita tutti gli elfi ricevevano due nomi (essi): il nome paterno ed il nome materno. Il nome paterno era scelto appunto dal padre ed era spesso basato proprio sul nome di questi, oppure (in tempi successivi) derivava solitamente da antiche leggende. In effetti il nome paterno poteva benissimo essere lo stesso nome del padre con l'aggiunta di un suffisso, come ad esempio si osserva in Gildor Inglorion. Il nome materno, scelto appunto dalla madre, era dato poco più tardi della nascita ed aveva un grande significato per gli elfi, dato che in qualche modo le madri prevedevano il carattere del figlio (o ne profetizzavano il futuro) e sceglievano il nome di conseguenza. Un esempio lo si ritrova nel nome materno Fëanor, che significa Spirito di Fuoco, e che ben descrive il carattere di quello che fu il più grande ed ardito di tutti gli eldar.
Il terzo nome assunto dagli elfi era l'epessë, che aveva la natura di soprannome, ed era dato in conseguenza alle particolari caratteristiche che l'individuo mostrava con la crescita. L'epessë non era necessariamente dato dai genitori o dai parenti, ma ad esempio poteva benissimo essere un appellativo dato in senso di ammirazione. In talune circostanze accadeva anche che gli elfi si autoassegnassero un epessë. Spesso il nome con cui un elfo era maggiormente noto era proprio l'epessë.

## Lista

### Aegnor
Noldorin, figlio di Finarfin e Eärwen, occupa insieme al fratello Angrod i versanti settentrionali del Dorthonion, muore nella Dagor Bragollach. Durante il suo soggiorno nel Nargothrond, si innamorò di una fanciulla umana, Andreth; lei ricambiava, ma i due non si sposarono mai, né ebbero figli.

### Aerandir
Uno dei tre marinai compagni di Eärendil.

### Amarië
Vanyarin, elfa amata da Finrod Felagund, rimase a Valinor. I due si sposarono quando egli si reincarnò a Valinor dopo la sua morte, avvenuta nella Terra di Mezzo.

### Amdír
In un'altra versione del racconto, Tolkien chiama questo personaggio Malgalad.
Re degli Elfi durante la Seconda Era, compare solamente nei Racconti incompiuti ed è inizialmente concepito come un elfo sindarin proveniente dal Doriath e che, dopo la Guerra d'Ira, si era spostato nell'Eriador. Divenne re del reame di Lórinand (più tardi chiamato Lothlórien) a sud del quale si stabilì Oropher, padre di Thranduil (il re nominato nello Hobbit, a sua volta padre di Legolas).
Amdír morì durante la battaglia combattuta dall'Ultima Alleanza tra gli elfi e gli uomini, la battaglia di Dagorlad, durante la quale egli e i suoi uomini vennero allontanti dai loro alleati e perirono nelle Paludi Morte. Dopo la sua morte, il regno di Lórinand passò a suo figlio Amroth.

### Amras
Amras è il fratello gemello di Amrod, ed è il più giovane dei figli di Fëanor e Nerdanel. Dal nonno materno, Mahtan, ereditò il colore rosso scuro dei suoi capelli, diverso dal nero del padre Fëanor.
Il nome paterno di Amras in quenya è Telufinwë, "Ultimo Finwë", poiché era effettivamente l'ultimo dei suoi figli. Originariamente il nome paterno era Ambarussa ("Testa rugginosa"), lo stesso del fratello Amrod, ma Fëanor insistette perché i gemelli avessero nomi differenti, e così la madre Nerdanel lo chiamò Umbarto, "il Predestinato". Il padre, a cui non piaceva questa soluzione, cambiò ancora il nome in Ambarto, ma ormai i gemelli si chiamavano e venivano chiamati entrambi col nome di Ambarussa.
Comunque "Umbarto" si rivelò un nome profetico, poiché Amras fu accidentalmente ucciso in una delle navi cigno rubate da Fëanor ai Teleri, quando suo padre ordinò di bruciarle a Losgar.
(J. R. R. Tolkien, The History of Middle-earth, Libro XII: The Peoples of Middle-earth, "The Shibbleth of Fëanor".)
Non c'è traccia della morte di Amras a Losgar nel Silmarillion, poiché era, questa, un'idea molto tarda di Tolkien, e fu omessa dal figlio Christopher, che ne curò l'edizione, poiché al momento non si era accorto di quanto materiale, in realtà, poteva essere incorporato nel volume. Per questo motivo, ogni volta che troviamo nel testo Amrod ed Amras insieme successivamente al rogo di Losgar, è canonico pensare che in realtà Amrod fosse da solo.

### Amrod
Amrod è il gemello più grande di Amras, ed entrambi sono figli di Fëanor; dalla madre Nerdanel ereditarono i capelli rossi che li caratterizzano, in contrasto con quelli neri del padre.
Il nome paterno di Amrod in quenya è Pityafinwë, "Piccolo Finwë", appunto, mentre il nome materno è Ambarussa, "Testa rugginosa", riferito al colore dei suoi capelli. Anche il nome materno del fratello Amras era, originariamente, Ambarussa, e nonostante la madre lo cambiò in seguito alle proteste del padre, i due gemelli continuarono a chiamarsi e ad essere chiamati "Ambarussa".
Amrod divenne, con il fratello, un abile cacciatore, e si spingeva spesso a sud, nella Marca di Maedhros. Sopravvisse a molte delle Guerre dei Gioielli, ma infine venne ucciso nell'attacco alla gente di Eärendil alle Bocche del Sirion.
Nel Silmarillion Amrod appare molto poco, e tutte le volte assieme al fratello Amras, ma in scritti più tardi (raccolti nella History of Middle-earth), Tolkien decise di far morire Amras nell'incendio delle navi che Fëanor appiccò a Losgar. Per questa ragione è canonico considerare più giusta la soluzione più tarda, e considerare Amras come se non fosse più assieme al fratello tutte le volte che ci viene nominato dopo lo sbarco di Fëanor nella Terra di Mezzo.

### Amroth
Amroth fu un elfo di Lothlórien. Figlio di Amdír, fu un Signore Sindarin che succedette a suo padre come Signore di Lórien. Egli si stancò della Terra di Mezzo, dopo che i Nani ebbero risvegliato il Flagello di Durin nelle Montagne Nebbiose e viaggiò a sud fino all'Edhellond, un antico porto della sua gente, assieme a Nimrodel, la sua innamorata.
Nimrodel, però, si perse tra gli Ered Nimrais, e Amroth ritardò la sua partenza per Valinor. Come finalmente fece vela verso le Terre Immortali, gli parve di vedere l'amata Nimrodel sulla riva; preso dalla speranza di riaverla con sé si getto in mare e nuotò verso di lei, ma la corrente lo soverchiò, ed egli morì annegato nella Baia di Belfalas, e non tornò più a casa. Nessuno seppe più nulla di lui, né di Nimrodel.
Dol Amroth, nella regione meridionale di Gondor, prende il nome da lui, come molti luoghi in Lórien. I principi di quel luogo, vassalli di Gondor, erano mezzelfi, discendenti di un Dunedain e di una delle compagne di Nimrodel, Mithrellas.
Nelle prime versioni del legendarium, Tolkien scrisse che Amroth era figlio di Galadriel e Celeborn, fratello di Celebrían, ed era nato presso Annúminas tra il 350 e il 400 della Seconda Era, ma quest'idea fu quasi subito accantonata.

### Anairë
Anairë è la moglie di Fingolfin. Si sa poco o nulla di lei, se non che non lasciò mai Aman e che era amica di Eärwen, moglie di Finarfin. Anairë e Fingolfin ebbero tre figli, chiamati Fingon, Turgon e Aredhel (un quarto figlio, Argon, viene citato in alcuni scritti sparsi di Tolkien, non però nel Silmarillion). Presumibilmente Anairë vive tuttora in Aman.
Anairë non appare nel Silmarillion, nel quale si afferma che Fingolfin avesse tre figli ma nessuna moglie era citata nella genealogia. Viene nominata solamente nella raccolta The History of Middle-earth.
Il nome Anairë significa Santissima in quenya (Airë="santo/a", An-=prefisso superlativo). Siccome non giunse mai nella Terra di Mezzo, ella non possiede alcuna traduzione in Sindarin.

### Angrod
Noldorin, figlio di Finarfin e Eärwen, occupa insieme al fratello Aegnor i versanti settentrionali del Dorthonion; ambasciatore di Finrod Felagund presso Thingol, muore nella Dagor Bragollach. Nelle ultime versioni, è il padre di Orodreth.

### Annael
Sindarin del Mithrim, padre adottivo di Tuor (un uomo).

### Aranwë
Noldorin di Gondolin, padre di Voronwë.

### Aredhel
Aredhel ("nobile donna degli elfi"), detta Ar-Feinel, 1362 A.A. - 345 P.E., precedentemente chiamata Isfin. Noldorin, figlia di Fingolfin e sorella di Turgon, sposò Eöl, ed ebbero Maeglin. Morì a Gondolin per mano del marito cercando di proteggere il figlio.

### Argon
Figlio di Fingolfin e Anairë. Fratello di Fingon, Turgon e Aredhel. Cade combattendo nella Battaglia di Lammoth.

### Arwen
Detta Undómiel, 241 T.E. - 122 Q.E. Mezzelfa, figlia di Elrond e Celebrían, sposa di Aragorn (un uomo), madre di Eldarion e di alcune figlie di cui non si fa nome.

### Arminas
Noldorin, del popolo di Angrod, insieme a Gelmir (2) guida Tuor (un uomo) verso Gondolin (solo nei Racconti perduti) e in seguito si reca nel Nargothrond per avvertire Orodreth del pericolo che lo minacciava.

### Beleg

Beleg

Beleg è un elfo sindarin vissuto nel Beleriand durante la Prima Era dei Figli di Ilúvatar, e viene spesso ricordato con i nomi di Beleg Cúthalion e Beleg Arcoforte.
Il nome Beleg significava "forte", ed egli sempre cingeva un possente arco a cui aveva dato il nome di Belthronding, ed una freccia chiamata Dailir. L'epessë Cúthalion in Sindarin veniva tradotto appunto Arcoforte, data la sua straordinaria abilità con arco e frecce.
Beleg servì Thingol, Re del Doriath, ed era, assieme a Mablung, il più grande dei capitani del regno, essendo un cacciatore instancabile. Partecipò infatti alla caccia del grande lupo Carcharoth.
Beleg guidava la difesa dei confini del reame del Doriath, a capo di un ristretto numero di elfi, in quanto Capitano dei Guardiani delle Marche del regno. Avendo egli grande autorità, quando una legione di Orchi penetrò nel Brethil, Beleg si ritrovò a comandare i guerrieri dei Sindar ed anche Halmir e gli arcieri degli Haladin nella battaglia che vi fu. Egli inoltre guidò le prime linee nella battaglia contro le truppe degli Orchi di Boldog nella Marca Settentrionale. Successivamente sconfisse anche degli Orchi che stavano per invadere il Dimbar.
Si diceva che Beleg non avesse rivali nella caccia, nell'inseguimento ed in ogni altra abilità che concernesse boschi e foreste. Era maestro nell'uso di arco, spada, ascia e lancia, avendo un'abilità quasi magica nell'adoperare qualsiasi tipo di arma. Il suo arco, Belthronding, era fatto di tasso nero, mentre la corda era ricavata da tendini di orso, e solo Beleg sarebbe stato in grado di tenderlo. Possedeva inoltre una freccia, chiamata Dailir, che riusciva sempre a ritrovare dovunque fosse stata scagliata. Beleg cingeva inoltre la magica spada Anglachel, che oltre ad avere parola propria veniva affilata con una magica canzone. Si diceva inoltre che Beleg fosse un abile guaritore.
Più tardi Beleg divenne grande amico di Túrin Turambar, quando questi venne nel Doriath, accudito come un figlio da Re Thingol, essendo fuggito dalla terra natìa del Dor-lómin, ove imperversavano le perseguitazioni degli Orientali. Quando Túrin lasciò il Doriath, Beleg ebbe il permesso da parte del re di seguirlo in esilio, cingendo Anglachel, la Spada Nera forgiata da Eöl e data come tributo a Thingol. Dopo un lungo inseguimento, Beleg trovò Túrin ad Amon Rhûd, e venne torturato dai fuorilegge finché lo stesso Túrin, loro capo, non tornò e lo liberò. In quel torno di tempo Beleg e Túrin, che ora vestiva l'Elmo-di-Drago del Dor-lómin, divennero abili capitani negli scontri con le forze di Morgoth, e la terra ove dimoravano era detta Dor Cúarthol, Terra di Arco ed Elmo.
Quando Túrin fu infine catturato dagli Orchi, Beleg si lanciò all'inseguimento e, trovato Gwindor (prigioniero fuggito dalle grinfie di Morgoth) nella Taur-nu-fuin, i due sbaragliarono la schiera nemica liberando Turambar. Túrin viene così trasportato in segreto fuori dal campo, esausto dormiva ancora con i polsi e i piedi legati. Beleg recuperò la spada per recidergli immediatamente i legami. Prima tagliò quelli intorno ai polsi, e poi mentre cercava di liberargli le caviglie, a causa dell'oscurità mancò il colpo e ferí il piede di Túrin. Egli si destò impaurito e istintivamente, tradito anche dall'oscurità, vide una figura curva su di sé, con la spada alla mano, e sentendo l'acuto dolore al piede pensò che si trattasse di un orco pronto ad ucciderlo. Túrin accorgendosi di avere le mani libere, afferrò la spada Anglachel e trafisse la gola a Beleg. Fu questa la fine di Beleg, e subito dopo Túrin si sarebbe avventato anche su di Flinding, se non fosse stato che lo gnomo arretrò di scatto, facendo così scivolare il cappuccio mostrando la sua faccia, che venne illuminata dalla luce della lampada. Finding cominciò a pregarlo nella lingua degli Gnomi di trattenere la mano e di non uccidere gli amici. Udendo queste parole Túrin si bloccò e scorse alla luce della lampada il volto bianco di Beleg ai suoi piedi con la gola squarciata. Túrin ne restò disperato, come pietrificato. Flinding cercò di richiamare l'amico, gridandogli che gli orchi sarebbero arrivati presto. Gli orchi infatti erano in agitazione perché le grida di dolore di Túrin erano riuscite a giungere fino a loro. Flinding quindi scosse Túrin cercando di farlo tornare in sé altrimenti sarebbe morto. Túrin allora gli obbedisce, ancora perso per la morte del suo compagno (che aveva deciso di andare a cercarlo, parecchio oltre qualunque regione a lui nota, e che per amore di Túrin aveva continuato ad avanzare, cercandolo). Túrin si chinò su Beleg e gli baciò le labbra. Flinding e Túrin riuscirono a scappare, liberandosi dall'inseguimento. Allora Túrin lasciò scorrere torrenti di lacrime, e pianse amaramente per il suo compagno. Questo dolore gravò su Túrin per tutta la vita, e il segno di quella sofferenza non lo abbandonò mai completamente.

### Caranthir
Caranthir è un principe degli elfi noldorin, ed il quarto figlio di Fëanor e Nerdanel. Dei sette figli di Fëanor egli fu il più scontroso ed il più pronto alla collera; per questo viene spesso ricordato come "Caranthir lo Scuro". Il suo nome quenya era Morifinwë (ossia "Lo Scuro Finwë"), mentre il nome datogli dalla madre era Carnistir (ossia "Viso Rosso").
Come tutti i Figli di Fëanor, anche Caranthir era avvinto dal giuramento del padre di recuperare i Silmaril, i tre preziosi gioielli sottratti da Morgoth, il Signore Oscuro. Tale giuramento indusse i sette fratelli ad abbandonare le Terre Imperiture di Aman per raggiungere la Terra di Mezzo al seguito del padre. Qui i fratelli fondarono i propri reami in esilio e mossero guerra a Morgoth, ma a causa del giuramento di recuperare i Silmaril si ritrovarono ben presto a dover affrontare ed uccidere anche gente della propria stirpe, portando così la rovina sulla loro casata.
Caranthir era presente sia al Fratricidio di Alqualondë, sia all'incendio delle navi dei Teleri a Losgar. Durante la riconciliazione dei Noldor sulle rive del Lago Mithrim, Caranthir pronunciò aspre parole contro il cugino Angrod, ma venne rimproverato dal fratello maggiore Maedhros, il quale nell'occasione aveva ceduto il titolo di Alto Re dei Noldor in favore di Fingolfin. In generale, Caranthir ebbe sempre poca stima nei confronti dei suoi cugini figli di Finarfin. Successivamente egli si stabilì nel Beleriand Orientale con i suoi fratelli, e costruì fortezze sulle pendici occidentali del monte Rerir. Il regno di Caranthir era nel Thargelion, terra spesso chiamata Dor Caranthir (ossia appunto "terra di Caranthir"), ed egli prese dimora sulle rive del Lago Helevorn. Dopo la Dagor Bragollach si stanziò più a sud, nei pressi dell'Amon Ereb con suo fratello Amrod.
Caranthir controllava i traffici dei Nani tra le regioni interne del Beleriand e le dimore di questi nelle Montagne Azzurre, traendone molto vantaggio. Ma, dato il suo carattere, egli era sempre in discordia con i Nani, i quali cominciarono a diffidare dei Noldor. Caranthir trasse in salvo Haleth, Signora della Seconda Casa degli Uomini, e parte delle sue genti, gli Haladin, quando vennero attaccate dagli Orchi. Vedendo il valore di tali Uomini, Caranthir volle offrire loro terre da abitare nel nord della contrada, ma questi rifiutarono e continuarno sulla loro strada verso occidente. La gente di Ulfang il Nero invece giurò fedeltà a Caranthir, e venne loro concesso di abitare il Thrgelion. Ma in anni successivi, durante la Nírnaeth Arnoediad, Uldor figlio di Ulfang tradì i Noldor e Morgoth ne ebbe vantaggio.
Caranthir morì assieme ai fratelli Celegorm e Curufin nel loro assalto al Doriath, ove Dior erede di Thingol governava e custodiva il Silmaril riconquistato da Beren e Lúthien suoi genitori.

### Celeborn
Celeborn (pronuncia: /ˈkɛleborn/) è un personaggio di Arda, l'universo immaginario fantasy creato dallo scrittore inglese J. R. R. Tolkien. È un Elfo Sindarin, marito di Galadriel, padre di Celebrían, sposa di Elrond.
Celeborn è un nome Sindarin, composto da celeb ("argento") e dal suffisso -orn ("albero") e significa quindi "albero d'argento". È anche il nome dell'albero di Tol Eressëa discendente di Telperion. In una delle ultime versioni dei suoi racconti, Tolkien riscrisse le origini di questo personaggio, facendone come detto uno dei Teleri, il cui nome in Quenya è quindi Teleporno (pronuncia: /tɛleˈpɔrno/): telep-, telpe è infatti la radice telerin per argento (derivata dall'arcaico kyelep-, così come il Sindarin celeb e l'originale Quenya tyelep-, tyelpe, poi sostituito dalla forma telerin). Negli ultimi scritti filologici, Tolkien soggerì anche una nuova etimologia del nome, "alto argento", ottenuto facendo derivare il suffisso -orn dall'antico aggettivo ornā ("ascendente, alto") e non dal sostantivo ornē ("albero"). La nuova etimologia è da collegarsi all'alta statura del personaggio, di cui Tolkien parla in altri scritti pubblicati postumi.
A differenza di molti altri personaggi le cui origini sono ben definite, non è possibile desumere la sua storia da Il Signore degli Anelli e da Il Silmarillion: da quest'ultima opera sappiamo infatti che è nato nel Doriath ed è imparentato con Thingol e che qui ha conosciuto sua moglie Galadriel. Nelle appendici de Il Signore degli Anelli, invece, apprendiamo che alla fine della Prima Era si è trasferito nel Lindon insieme alla moglie. Celeborn e Galadriel hanno poi avuto una figlia, Celebrían, che in seguito ha sposato Elrond e dal quale ha avuto tre figli, Elladan, Elrohir e Arwen. In seguito, in un'epoca non specificata nel romanzo, Celeborn e Galadriel sono divenuti il Signore e la Dama del regno di Lothlórien: essi hanno ospitato la Compagnia dell'Anello durante il loro viaggio e hanno fornito loro le barche e molti doni, in particolare la Fiala di Galadriel, che è stata regalata a Frodo. Durante la Guerra dell'Anello, ha dovuto combattere contro gli Orchi che hanno invaso più volte il suo reame, e dopo aver conseguito la vittoria ha attraversato il fiume Anduin e ha incontrato il re del Bosco Atro Thranduil (che ha dovuto anch'egli combattere contro gli Orchi), con cui si è spartito il regno. In seguito, ha partecipato al matrimonio di sua nipote Arwen con Aragorn, che era appena diventato Re del Regno Riunito di Arnor e Gondor. Nel prologo del romanzo, c'è scritto che dopo la partenza di Galadriel per Valinor si è trasferito a Gran Burrone insieme ai nipoti Elladan ed Elrohir e che non è documentato l'anno in cui ha abbandonato la Terra di Mezzo per raggiungere Galadriel, portando con sé l'ultimo ricordo dei Giorni Antichi della Terra di Mezzo (sappiamo solo che quando Arwen ha deciso di lasciarsi morire a Lothlórien dopo la morte di Aragorn, Celeborn aveva già abbandonato il suo vecchio reame elfico). Sua moglie Galadriel lo descrive come l'Elfo più saggio, ma quando accoglie la Compagnia giudica avventata la scelta di Gandalf di attraversare le miniere di Moria, e viene per questo redarguito da Galadriel.
La sua storia viene però approfondita nei Racconti incompiuti: viene intanto specificato che è figlio di Galadhon, figlio a sua volta di Elmo, fratello di Thingol; inoltre, ha un fratello, Galathil, che è il padre di Nimloth, moglie di Dior. Viene poi narrato che Celeborn e Galadriel si sono spostati dal Lindon nell'Eregion, dove sono rimasti fino a quando quel regno non è stato distrutto da Sauron. Dopo la caduta dell'Eregion, Celeborn si è trasferito a Gran Burrone, dove è stato raggiunto molti anni dopo da Galadriel. In seguito, si sono spostati nel Belfalas e nel 1981 T.E., dopo la scomparsa di Amroth, sono divenuti il Signore e la Dama di Lothlórien.
La primissima versione, probabilmente, lo indicava come un Nandor della Valle dell'Anduin. Altre versioni più recenti, come è già stato anticipato, lo indicano invece come un Teler di Valinor che seguì i Noldor e l'amata Galadriel nella Terra di Mezzo anche dopo il Fratricidio di Alqualondë ai danni dei Teleri, compiuta da Fëanor e dai suoi seguaci. Inoltre, Amroth inizialmente era figlio di Celeborn e Galadriel.
Nell'adattamento cinematografico di Peter Jackson, in cui è interpretato dall'attore neozelandese Marton Csokas, Celeborn si unisce invece a Frodo, Bilbo, Gandalf, Elrond e Galadriel sulla nave per Valinor.

### Celebrían
Celebrían è la figlia di Galadriel e Celeborn del Lórien.
Nel 2509 T.E. Celebrían stava viaggiando verso Lórien, quando venne attaccata dagli Orchi al Passo Cornorosso; la sua scorta fu dispersa e lei venne rapita e portata via.
I suoi figli gemelli Elladan e Elrohir inseguirono gli orchi e li uccisero, ma quando trassero in salvo la madre purtroppo Celebrían aveva già sofferto terribili torture ed era stata ferita con un'arma avvelenata.
Fu riportata a Gran Burrone, e suo marito Elrond riuscì a guarire il suo corpo perfettamente.
Ella però perse ogni interesse ed amore per la Terra di Mezzo, e per questo l'anno seguente prese la decisione di partire e, dopo aver salutato l'amato marito ed i loro figli, si recò ai Porti Grigi, veleggiando verso Valinor.

### Celebrimbor
Noldorin, figlio di Curufin, rimane nel Nargothrond quando suo padre ne viene espulso, il più grande dei fabbri elfici della Seconda Era, artefice dei tre anelli degli elfi, ucciso da Sauron.

### Celegorm
È un principe dei Noldor, terzo figlio di Fëanor e Nerdanel.
Celegorm era la forma Sindarin del nome quenya datogli dalla madre, Tyelkormo. Il nome datogli dal padre era invece Turkafinwë.
Celegorm era un grande cacciatore, e in Valinor fu grande amico del Vala Oromë, il quale gli diede in dono Huan, il possente Cane di Valinor. Da Oromë egli apprese anche molte cose al riguardo di uccelli ed altre bestie, non ultimo il loro linguaggio.
Come tutti i suoi fratelli, Celegorm era avvinto dal giuramento di suo padre Fëanor di recuperare i Silmaril, rubati da Morgoth, il Signore Oscuro. A causa di tale giuramento, lui ed i suoi fratelli seguirono Fëanor nella Terra di Mezzo, ove fondarono i propri regni e organizzarono guerre per il recupero dei tre gioielli, dapprima contro Morgoth e successivamente contro altri Elfi, portando così la loro casata alla rovina.
Celegorm aveva preso parte nel Fratricidio di Alqualondë, e una volta giunto con le sue genti nella Terra di Mezzo aveva teso un'imboscata alle truppe degli Orchi che giungevano dai porti di Círdan per attaccare la compagnie di Fëanor durante la Dagor-nuin-Giliath. Dopo la riconciliazione con i Noldor al seguito di Fingolfin, avvenuta presso il lago Mithrim (durante la quale Maedhros, figlio maggiore di Fëanor, abdicò in favore di Fingolfin stesso, cedendogli il titolo di Alto Re dei Noldor), Celegorm e tutti i suoi fratelli si stabilirono nel Beleriand Orientale. Celegorm, Curufin e suo figlio Celebrimbor presero dimora nell'Himlad, e fortificarono il passo di Aglon. Nell'anno 402 P.E. un esercito di Orchi tentò di conquistare il passaggio sull'Aglon, ma venne respinto dalle forze unite del Dorthonion e dell'Himring.
Nella Dagor Bragollach il passo di Aglon venne infine forzato nonostante la fiera resistenza opposta alle forze di Morgoth. Celegorm, Curufin e Celebrimbor, con le rimanenti genti dell'Himlad, marciarono quindi verso Minas Tirith, ove trassero in salvo Orodreth, il quale comandava una schiera inviata dal Nargothrond da Finrod suo fratello a contrastare Sauron a Tol Sirion. Minas Tirith infine cadde nelle mani del nemico, ma Celegorm ed i suoi compagni la scamparono e vennero invitati da Orodreth a dimorare nel Nargothrond.
Celegorm e Curufin abitarono per un certo periodo nel Nargothrond aiutando Re Finrod Felagund, e conquistandosi l'affetto di parte delle genti del regno. Ma l'arrivo di Beren e la sua richiesta di aiuto a Finrod per il recupero del Silmaril riaccese nell'animo dei figli di Fëanor l'ardore e la volontà di perseguire il giuramento che erano tenuti a rispettare. Così Celegorm e Curufin agirono contro il loro cugino Finrod, e permisero solo ad una esigua schiera di seguire il loro re nell'impresa. Essi inoltre rapirono e imprigionarono Lúthien, figlia di Thingol Re del Doriath, che si aggirava in cerca dell'amato Beren. Celegorm infatti, affascinato da quella che era la più bella dei Figli di Ilúvatar, avrebbe voluto chiedere la mano di lei a Thingol. Fu il cane Huan ad aiutare Lúthien nella sua evasione a dispetto del padrone, e la seguì nella sua impresa di recupero del Silmaril assieme a Beren. E quando i superstiti fra i prigionieri compagni di Beren, liberati da Huan e Lúthien, ritornarono nel Nargothrond e furono quindi svelate le male azioni di Celegorm e Curufin, questi vennero cacciati dal regno da Orodreth, che governava in vece di Finrod. I due reincontrarono ben presto Beren e Lúthien di ritorno dalla loro impresa e li attaccarono ma alla fine vennero messi in fuga. Tali azioni indussero Orodreth e Thingol a non concedere più aiuti all'Unione di Maedhros.
La peggiore malefatta compiuta da Celegorm e Curufin fu però l'aver partecipato al Secondo Fratricidio, assalendo il regno del Doriath e il suo Re Dior (che governava in Menegroth dopo la morte di Thingol), reo di possedere il Silmaril che Beren e Lúthien, suoi genitori, avevano strappato dalla corona ferrea di Morgoth. In quella battaglia Curufin perse la vita, inoltre Celegorm e Dior si uccisero a vicenda.

### Círdan
(J. R. R. Tolkien, Il Signore degli Anelli, Il ritorno del re)
Círdan, soprannominato "il Carpentiere" (The Shipwright in lingua originale), è un personaggio di Arda, l'universo immaginario fantasy creato dallo scrittore inglese J. R. R. Tolkien.
All'interno del corpus dello scrittore, Círdan è un elfo teler, grande marinaio, carpentiere, signore delle Falas e membro del Bianco Consiglio. Fu il custode del Grande Anello Narya finché non lo affidò a Gandalf, quando questi arrivò dall'Ovest, avendo capito il suo importante ruolo futuro. È uno degli elfi che più si opposero al male e vissero più a lungo nella Terra di Mezzo.
Círdan (/ˈkiːrdan/) significa "costruttore di navi" (ship-maker) in Sindarin. Il suo nome originale era probabilmente Nowë (pronuncia: /ˈnɔwe/). Non è un nome Sindarin, probabilmente è una forma arcaica, più facilmente telerin comune. Il suo significato è incerto, potrebbe essere messo in relazione col termine nowo, che significa "pensare, formare un'idea, immaginare" (think, form idea, imagine).
Durante la Prima Era fu Signore delle Falas e degli elfi che vi dimoravano, i Falathrim, unici in quei tempi a conoscere l'arte della costruzione delle navi che ebbero in dono dai Valar. Ebbe dimora nei porti di Brithombar e di Eglarest. Riconosceva l'autorità di Elu Thingol come Alto Re del Beleriand (fu Círdan a dare le perle trovate nelle acque delle Falas a Thingol il quale con queste ripagò i Nani della costruzione di Menegroth). Le sue città erano uno dei luoghi più popolati dagli elfi assieme a Menegroth, poiché il resto di loro preferiva vagare sulla terra o insediarsi in piccole comunità distanti fra loro.
Durante l'invasione del Beleriand degli Orchi di Morgoth, Círdan venne tagliato fuori da Thingol: infatti gli Orchi si erano divisi in due schiere, calando d'ambo i lati di Menegroth, da Oriente e da Occidente. La prima schiera venne sconfitta nella Prima battaglia del Beleriand dallo stesso Thingol, l'altra invece fu vittoriosa e costrinse Círdan a ritirarsi al limite del mare, spadroneggiando ovunque tranne che nei porti murati delle Falas. Essi vennero sconfitti solo più tardi, dopo l'arrivo dei Noldor, quando lasciarono l'assedio delle città per aiutare i loro compagni a Nord, già sconfitti nella Dagor-nuin-Giliath.
Dopo questi eventi, vediamo una continua presenza di Círdan nella storia del Beleriand, seppur non in primo piano, come nella delegazione di Falathrim che partecipò alla Festa della Riconciliazone (festa data da Fingolfin re dei Noldor, a cui parteciparono moltissime stirpi elfiche). Lui come le sue città rimasero indipendenti anche dal dominio successivo di Finrod Felagund che aveva esteso il suo regno su tutti i territori estesi dal Sirion al Mare, anche se fu un grande alleato di Finrod.
In seguito Morgoth volle diffondere racconti del Fratricidio di Alqualondë in cui la verità di per sé orribile era moltiplicata e unita a menzogne, al fine di gettare discordia tra i Noldor e i Sindar, che non sapevano ancora nulla di tutto ciò e che ancora non conoscevano la perfidia di Morgoth. Quando Círdan li udì, ne rimase molto turbato e, a ragione, credette che fossero state divulgate con intenti perfidi, vere o false che fossero; ma, errando, le attribuì alla gelosia fra le Casate dei Noldor, litigiose tra loro. Perciò inviò messaggeri a Thingol per avvisarlo. Il Re Elu Thingol, dopo aver ascoltato la versione di Finrod e Angrod (entrambi non avevano partecipato al Fratricidio, anzi avevano seguito Fëanor patendo il freddo sullo Helcaraxë per colpa di quest'ultimo) che erano alla sua corte e che si difesero dalle accuse, decretò che nessun elfo sindar dovesse parlare il linguaggio dei Noldor.
Quando, dopo sette anni dalla Dagor Bragollach, Re Fingon si trovò in seria difficoltà per un rinnovato attacco nello Hithlum (terra a Nord-Ovest del Beleriand) da parte degli Orchi di Morgoth, Círdan risalì il Fiordo di Dengrist con numerosissime navi e mise in fuga i nemici, salvando con i suoi Falathrim il Re e conseguendo una bella vittoria, dato che gli elfi inseguirono gli orchi fino ai Monti di Ferro.
Dopo la Nírnaeth Arnoediad, i Porti di Círdan furono uno dei pochi luoghi al riparo dalle forze di Morgoth, assieme al Doriath e al Nargothrond. Dietro le mura dei Porti trovarono rifugio numerosi esuli che scappavano dalle terre invase dai servi di Morgoth e i Falathrim percorrevano la costa assillando il nemico con rapidi sbarchi. Ma dopo un anno dalla Battaglia delle Innumerevoli Lacrime, prima dell'inverno, grandi forze vennero inviate da Morgoth dallo Hithlum e dal Nevrast, la quali dopo essere scese lungo i fiumi Brithon e Nenning devastando le Falas, assediarono i Porti. Grazie ai numerosi fabbri e minatori, i servi di Morgoth riuscirono alla fine a vincere la resistenza e distrussero le mura e la torre di Barad Nimras, uccidendo o riducendo in schiavitù la gran parte della gente di Círdan. Círdan e i sopravvissuti fuggirono nell'Isola di Balar che diventerà rifugio anche per tutti quelli che vi approdarono e dalla quale potevano tenere sotto controllo le Bocche del Sirion. Lì tenevano molte navi leggere e veloci nascoste nelle cale e nelle acque fitte di canne e si dedicavano alla raccolta di perle.
Lì lo raggiunsero più tardi i messaggeri di Re Turgon che chiedevano il suo aiuto: Círdan accettò la richiesta e costruì sette navi veloci per fare vela verso Occidente. Di nessuna di quelle navi si seppe più nulla, tranne che di una poiché un marinaio (che era Voronwë, uno dei messi di Turgon) venne salvato da Ulmo e non affondò con la nave..
Divenne il custode dei Porti Grigi nel Golfo di Lhûn, ricoprendo questo incarico nella Seconda e Terza Era.
Quando Sauron forgiò l'Unico Anello per controllare sotto il suo volere tutti gli Anelli del Potere, Galadriel suggerì di nascondere i Tre Anelli degli Elfi. Celebrimbor, che aveva progettato gli Anelli del Potere, seguì il consiglio di Galadriel e affidò Narya e Vilya a Gil-galad nel Lindon. Successivamente, Gil-galad affidò Narya, l'Anello di Fuoco dal colore rosso, proprio a Círdan.
Insieme a Gil-galad e Elrond, Círdan fece parte dell'Ultima Alleanza tra gli Elfi e gli Uomini, ricoprendo il ruolo di luogotenente di Gil-galad e affrontando l'esercito di Sauron nella Battaglia di Dagorlad, che segnò la fine della Seconda Era. Infatti, in essa Sauron venne sconfitto, o almeno così si credette, e l'Anello Dominante perduto, grazie all'impresa di Isildur, che lo tagliò dal dito del Nemico. Tuttavia, esso non fu distrutto. Isildur, infatti, si rifiutò di consegnarlo a Elrond e a Círdan che gli stavano accanto. Essi gli consigliarono di gettarlo immediatamente nella lava del Monte Fato, ma Isildur si rifiutò.
All'arrivo di Mithrandir ai Porti Grigi, Círdan, «che vedeva più lontano di chiunque altro sulla Terra di Mezzo», riconobbe in lui il più possente fra gli Istari, nonostante fosse più minuto e apparentemente il più vecchio, e gli donò l'anello Narya con queste parole:
Círdan offrì il suo aiuto ai Dunedain nelle loro lotte contro Sauron, in particolare nel Regno di Arnor, che era costantemente in guerra contro Angmar. Successivamente entrò a far parte del Bianco Consiglio con l'obbiettivo di fermare e distruggere il redivivo Sauron, nel frattempo insediatosi a Dol Guldur. Non partecipò al Consiglio di Elrond, poiché non poteva lasciare i Porti Grigi, ma inviò l'elfo Galdor come suo rappresentante.
Nel capitolo conclusivo de Il Signore degli Anelli appare invecchiato e barbuto, caso strano per un elfo, anche se conserva la propria immortalità. Prepara l'imbarcazione che porterà gli ultimi elfi e i portatori dell'Anello (Bilbo e Frodo) verso Valinor.
Nella trilogia de Il Signore degli Anelli diretta da Peter Jackson, il ruolo di Círdan è interpretato da Michael Elsworth, il quale non ha mai un ruolo parlato. Compare per la prima volta nel prologo de Il Signore degli Anelli - La Compagnia dell'Anello, al momento della donazione dei Tre Anelli degli Elfi. La sua seconda e ultima apparizione è nel finale de Il Signore degli Anelli - Il ritorno del re, quando assiste alla partenza di Galadriel, Celeborn, Elrond, Gandalf, Bilbo e Frodo verso Valinor. Círdan appare nella seconda stagione della serie TV Il Signore degli Anelli - Gli Anelli del Potere, dove viene interpretato da Ben Daniels.

### Curufin
È un principe dei Noldor, il quinto dei sette figli di Fëanor e Nerdanel. Curufin è il padre di Celebrimbor, il più grande dei fabbri dell'Eregion durante la Seconda Era e forgiatore dei Tre Anelli del Potere degli elfi. Il suo nome in quenya significa "Abile (figlio di) Finwë", e nella forma Curufinwë sarebbe stato in realtà il primo nome di Fëanor suo padre. Tra i suoi figli Fëanor preferì proprio Curufin, in quanto egli somigliava tantissimo al padre sia caratterialmente sia per la sua abilità come artigiano.
Come tutti gli altri figli di Fëanor, Curufin era legato al giuramento di suo padre di recuperare i Silmaril rubati da Morgoth, il Signore Oscuro. A causa di tale giuramento, lui ed i suoi fratelli seguirono Fëanor nella Terra di Mezzo, ove fondarono i propri regni e organizzarono guerre per il recupero dei tre gioielli, dapprima contro Morgoth e successivamente contro altri elfi, portando così la loro casata alla rovina.
Curufin combatté ad Alqualondë, e partecipò al rogo delle navi a Losgar. Dopo la riconciliazione dei Noldor nel Mithrim e dopo che Maedhros abdicò, accompagnò i suoi fratelli nel Beleriand Orientale. Curufin e suo figlio Celebrimbor, assieme a Celegorm, vissero nell'Himlad, ad est di Himring, la fortezza di suo fratello Maedhros, e a sud dell'Aglon, un passo (fortificato proprio dai fratelli Curufin e Celegorm) tra Himring e il Dorthonion che conduceva nel Doriath, passo che fino alla Dagor Bragollach resse gli attacchi provenienti da Angband. Prima di tale battaglia, nei suoi domini Curufin aveva rintracciato Eöl, l'elfo Scuro che aveva preso in moglie Aredhel, ma non lo uccise solo in rispetto delle leggi degli elfi.
Durante la Dagor Bragollach Curufin, Celegorm e Celebrimbor marciarono verso Minas Tirith, costeggiando le Marche settentrionali del Doriath. L'aiuto da loro offerto fu fondamentale per la salvezza di Orodreth e dei suoi, i quali stavano fronteggiando le forze di Sauron su Tol Sirion. I sopravvissuti di quella battaglia vennero accolti da Finrod Felagund nel Nargothrond. Qui sia Celegrom che Curufin conquistarono il favore di parte della gente del regno.
Quando Beren venne a chiedere aiuto a Finrod per il recupero del Silmaril in base al giuramento ed al debito di questi verso Barahir suo padre, Felagund accettò ma fu costretto a partire con una schiera esigua, dato che, avvinti dal Giuramento di Fëanor, Curufin e Celegorm avevano persuaso il più delle genti a rimanere nel Nargothrond. Nell'impresa però Finrod perse la vita, ed a regnare sul Nargothrond rimase Orodreth suo fratello, osteggiato però dai figli di Fëanor e dalla parte delle sue genti che essi avevano tratto dalla loro.
Avvenne in seguito che durante una battuta di caccia, Curufin e Celegorm, assieme a Huan, il cane di quest'ultimo, trovarono Lúthien che vagava alla ricerca di Beren. Con il falso pretesto di aiutarla, i fratelli la portarono nel Nargothrond, dato che Celegorm la desiderava ed avrebbe voluto chiedere la sua mano a Thingol Re del Doriath. Ma Huan aiutò Lúthien nella sua evasione ed assieme a lei andò a liberare Beren e successivamente al recupero del Silmaril. Quando i prigionieri compagni di Beren furono del pari liberati e tornarono nel Nargothrond, nel regno cominciò a diffondersi la voce delle male azioni di Curufin e Celegorm, e quindi Orodreth allontanò i due fratelli prima che venissero uccisi. Celebrimbor però non seguì Curufin suo padre.
Curufin e Celegorm, scacciati quindi dal Nargothrond, incapparono proprio in Beren e Lúthien di ritorno dalla loro impresa. Curufin combatté quindi contro Beren, ma avendola persa si diede alla fuga con Celegorm. Prima però di sfuggire alla loro vista, Curufin scoccò una freccia nel tentativo di uccidere Lúthien ma invece colpì Beren, il quale tuttavia riuscì a salvarsi.
Anche a causa di tali azioni, sia Orodreth che Thingol negarono da allora in poi aiuti militari a Maedhros.
Curufin venne infine ucciso assieme a Celegorm nel Secondo Fratricidio, durante l'assalto dei figli di Fëanor al Doriath (retto allora da Dior, dopo la morte di Thingol) per il recupero di quel Silmaril che Beren e Lúthien avevano staccato dalla corona ferrea di Morgoth nella loro famosa impresa.

### Daeron
Sindarin, menestrello e sapiente di re Elwë del Doriath, inventore delle rune elfiche Cirth, innamorato di Lúthien che tradisce per ben due volte, rivelando a Re Thingol l'amore di lei per Beren ed il suo proposito di fuga dal Doriath. Assieme a Mablung fu messaggero di Re Thingol alla Mereth Aderthad. L'amore per Lúthien gli ispirò canti che lo resero il più rinomato di tutti i menestrelli degli elfi ad est del mare. Dopo la fuga di Lúthien dal Doriath si mise alla sua ricerca vagando per i boschi fino a raggiungere le sponde orientali della Terra di Mezzo.

### Denethor
Denethor è un elfo nandorin ed è figlio di Lenwë. Il padre, nei primissimi anni dopo il risveglio degli Elfi a Cuiviénen, aveva abbandonato il Grande Viaggio verso le coste occidentali della Terra di Mezzo e quindi verso Aman, stanziandosi nella grande valle del fiume Anduin ai piedi dei monti Hithaeglir con le sue genti, le quali (conosciute da allora come Nandor) appartenevano inizialmente alla grande stirpe dei Teleri. Denethor però, avendo sentito parlare delle belle contrade del Beleriand e che queste erano governate dal nobile e potente Thingol, decise di attraversare le Montagne Brumose ed i Monti Azzurri e giungere infine in quelle terre con molti dei Nandor. Le genti di Denethor si stanziarono quindi nella valle del lungo fiume Gelion, nella terra denominata Ossiriand, e vennero dette Laiquendi, ovvero Elfi Verdi.
Denethor divenne quindi loro re, e guidò l'esercito dei Laiquendi durante la prima battaglia del Beleriand prima che il primo Sole e la prima Luna sorgessero, quando Morgoth, l'Oscuro Signore, si sentì pronto a sferrare il primo attacco contro gli Elfi del Beleriand. L'esercito di Denethor era però male armato ed aveva scarse difese, cosicché subì molte perdite; lo stesso Denethor, rimasto accerchiato sul colle di Amon Ereb con poche guardie del corpo, venne trucidato dagli Orchi.
I Laiquendi si ritirarono allora nelle foreste dell'Ossiriand settentrionale e non parteciparono più a battaglie aperte, vivendo come un popolo schivo e nascosto, propenso più che altro a preservare le proprie genti. Fu così che gli elfi verdi non vollero nominare un altro re, non avendo le pretese di dominio e l'onere di reggere l'assalto del Nemico che gli esuli Noldor si arrogavano.

### Dior
Mezzelfo, figlio di Beren degli uomini e Lúthien dei sindar, sposo di Nimloth, padre di Eluréd, Elurín e Elwing, successore del nonno Elwë quale re del Doriath, ucciso in Menegroth dai figli di Fëanor. Versioni precedenti del nome: Daimord, Damrod

### Eärendil
Mezzelfo, figlio di Tuor degli uomini e Idril Celebrindal dei noldor, sposo di Elwing, padre di Elrond e Elros, salpò per Valinor per implorare aiuto contro Morgoth, naviga per i cieli reggendo un Silmaril. Versioni precedenti del nome: Eärendel, Gon Indor (o Indorildo, Indorion, cioè "nipote di Indor")

### Eärwen
È un elfo, una delle figlie di Olwë, moglie di Finarfin e madre di Galadriel, Finrod, Angrod e Aegnor. Abitava in Aman dopo la partenza dei Noldor, e si dice avesse stretto amicizia con Anairë, la moglie di Fingolfin.
Il suo nome significa "Fanciulla del Mare" (dal quenya "eär", mare e "wen", fanciulla).

### Ecthelion

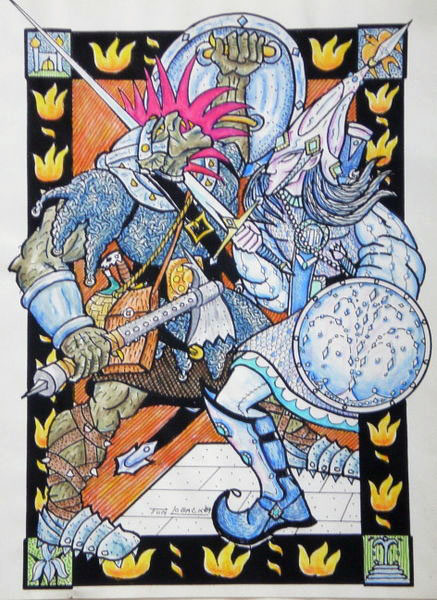
Ecthelion uccide Orcobal (illustrazione di Tom Loback)

Ecthelion della Fonte (o Signore della Fontana) è un Noldor vissuto a Gondolin ed uno dei più grandi guerrieri della Prima Era. Le sue vicende sono menzionate ne "La caduta di Gondolin", un racconto contenuto in Racconti perduti. Compare brevemente nella sintesi contenuta ne Il Silmarillion, e alla fine di "Tuor e il suo arrivo a Gondolin", in Racconti incompiuti.
Il nome di Echtelion fu poi riutilizzato più tardi ne Il Signore degli Anelli, per differenti personaggi. Dopo la morte di Tolkien, suo figlio Chirstopher fece pubblicare Il Silmarillion, dove appare un breve accenno a Echtelion e alla Caduta di Gondolin. Il nome "Ecthelion" potrebbe essere tradotto come "lancia", o "punta affilata". Comunque non ha una traduzione del tutto precisa.
Ecthelion, signore del popolo della Fonte, una delle stirpi elfiche di Gondolin, era, insieme a Glorfindel, uno dei due capitani di Re Turgon, nonché guardiano dell'ultimo dei Sette Cancelli che proteggevano la Città Nascosta di Gondolin, la Grande Porta d'Acciaio. Ivi accolse Tuor degli Uomini e Voronwë, consanguineo Noldorin, e li guidò nelle regioni interne del Regno Celato.
Nella Caduta di Gondolin Tolkien scrive di lui come l'elfo con la più bella voce e il più grande talento musicale di tutti gli elfi di Gondolin. In entrambe le versioni recenti egli indossa un elmo adornato con una punta d'argento.
Egli guidava anche una delle falangi delle armate di Gondolin nella disastrosa battaglia delle Nírnaeth Arnoediad (Battaglia delle Innumerevoli Lacrime) e difese il fianco di Turgon durante la sua ritirata dal campo di battaglia.
Egli combatté valorosamente nella difesa della città celata quando fu definitivamente attaccata e conquistata dalle armate di Morgoth.
Durante l'assedio di Gondolin, nella stessa piazza del re, Ecthelion combatté contro Gothmog, Signore dei Balrog, e nello scontro ognuno uccise l'altro. Lo scontro fu tramandato dai Noldor come una grande impresa, perché Gothmog aveva già ucciso, precedentemente, Fëanor (nella Dagor-nuin-Giliath) e Fingon (nella Nírnaeth Arnoediad). Nello scontro con Gothmog si narra che Ecthelion perde anche l'utilizzo del braccio che reggeva l'arma. Disarmato, nell'ultimo disperato tentativo, si scaglia con testa china contro la creatura che torreggiava dinanzi a lui e con tutto il suo peso conficca la punta dell'elmo nel petto di Gothmog, rovinando all'interno della fontana che adornava il cortile della piazza principale della città dinanzi alla torre di Turgon, morendo annegati entrambi.
Nella Caduta di Gondolin il Signore delle Fonti aveva già ucciso tre dei molti Balrog che imperversavano nella città in fiamme prima dello scontro finale, avendo a sua volta perso l'utilizzo del braccio che reggeva lo scudo.
Comunque questo è uno degli elementi in contraddizione con le idee successive di Tolkien. Christopher Tolkien commenta che in questo periodo, i Balrog, "erano di certo meno terribili e certamente più vulnerabili di quello che poi in futuro diverranno".
Tolkien nella Caduta di Gondolin indica che il suo nome venne usato come grido di guerra per gli eldar, e terrore per gli Orchi.

### Edrahil
Noldorin del Nargothrond, capo degli elfi che accompagnarono Finrod Felagund e Beren (un uomo) nella cerca del Silmaril, morto a Tol-in-Gaurhoth nelle segrete di Sauron.

### Egalmoth
Noldorin di Gondolin, signore dell'Arco Celeste.

### Elemmirë
Vanyarin, autore dell'Aldudénië, il Lamento per i Due Alberi.

### Elenwë
Ella fu un'elfa vanyarin, moglie di Turgon e madre di Idril, la quale ereditò da lei la chioma dorata tipica della sua stirpe. Il suo nome significa "Stella" in quenya. Elenwë morì durante l'attraversamento del pericoloso Helcaraxë, mentre seguiva il marito nell'impresa di Fingolfin.

### Elladan e Elrohir
Elladan e Elrohir sono due gemelli, figli di Celebrían e di Elrond e fratelli maggiori di Arwen Undómiel. Nati nell'anno 130 della Terza Era, diventano signori di Gran Burrone dopo la partenza del padre dai Porti Grigi.
Nel 2509 della Terza Era, i due fratelli furono assaliti dagli Orchi mentre percorrevano assieme alla madre Celebrían il valico Cornorosso (nelle Montagne Nebbiose) per recarsi a Lórien. Celebrían fu rapita e condotta dagli orchi verso Mordor, ma Elrohir e Elladan riuscirono a liberarla prima che vi giungesse. Ella, tuttavia, era stata ferita da una freccia avvelenata e seviziata dagli orchi, e pur se sanata da Elrond, perse ogni gioia nell'abitare la Terra di Mezzo e decise di abbandonarla per recarsi in Valinor.
Dopo la partenza della madre per Valinor nel 2510, i due fratelli si unirono ai Dunedain, i Raminghi del Nord, in una implacabile caccia contro ogni servo del Nemico (Sauron). Gli "Annali dei Re e dei Governatori" riportano solo alcuni accenni di questa costante missione:
- Sotto Arussuil (undicesimo capitano dei Dúnedain tra il 2719 e il 2784), tra il 2740 e il 2747[44], i figli di Elrond e i Raminghi combatterono gli Orchi che stavano devastando le regioni a ovest delle Montagne Nebbiose.
- Nel 2933, Arathorn II (quattordicesimo capitano dei Dúnedain), padre di Aragorn, morì trafitto in un occhio da una freccia mentre combatteva gli Orchi assieme ai figli di Elrond.
- Gli annali riferiscono che Aragorn successivamente venne accolto a Gran Burrone, assieme alla madre, col nome di Estel ("speranza") per tenerne segreto il suo lignaggio a Sauron. Ma, a vent'anni, dopo grandi gesta compiute assieme ai due mezzelfi, la sua vera identità gli fu rivelata e gli vennero consegnati i beni della casa di Isildur.

Quando si svolgono gli eventi narrati ne La Compagnia dell'Anello, i due gemelli, da poco ritornati dalle terre selvagge, non partecipano al Consiglio di Elrond con i Raminghi, ma scendono in guerra al fianco dei Dúnedain della Grigia Compagnia al seguito di Aragorn, partecipando alla battaglia dei Campi del Pelennor e a quella sui colli di scorie davanti al Morannon.
Nell'occasione dell'incontro con Aragorn e Théoden presso i Guadi dell'Isen, Elrohir è latore di un messaggio da parte di Elrond per Aragorn: «I giorni sono brevi. Se hai premura, rimembra i Sentieri dei Morti». E saranno proprio questi sentieri che verranno intrapresi da Aragorn dopo aver scrutato nel palantír di Orthanc.
Iniziata la Quarta Era, dopo la caduta di Sauron, Ellandan e Elrohir rimasero nella Terra di Mezzo assieme a Celeborn di Lórien. Non viene detto se abbiano scelto, come ogni mezzelfo, di condividere la sorte immortale degli elfi e partire per Valinor o quella degli uomini vivendo e morendo nella Terra di Mezzo.
(J.R.R. Tolkien, Il Signore degli Anelli, op. cit., pp. 936.)
Del loro carattere viene rimarcata unicamente una sorta di dolente e totalizzante determinazione a lottare contro gli Orchi, motivata a seguito delle vicende che coinvolsero Celebrían, loro madre.
Tolkien, pur trattandoli brevemente, si premura di far notare più volte la loro natura ibrida umano-elfica, il loro non essere completamente elfi. Per esempio quando attraversano i Sentieri dei Morti assieme ad Aragorn, l'autore fa notare che solo Legolas l'elfo non era spaventato non temendo gli spiriti degli uomini. E ancora, quando l'esercito di Gondor marcia nell'Ithilien verso il Morannon, solo Legolas possiede una vista tanto acuta da scorgere i Nazgûl che li sorvegliano costantemente in volo ad alta quota.
Anche l'etimologia dei loro nomi esprime il dualismo della loro natura.
Elladan ("elfo-uomo") è un nome composito derivante da ele (in quenya col significato di "elfo") e dan col significato di "uomo [di Númenor], artefice, costruttore". Il termine dan indica la natura umana di Elladan, ma anche che questa è della schiatta più nobile ovvero "númenoreana e creatrice".
Elrohir ("elfo-cavaliere") è anch'esso un nome composto derivante da ele ("elfo") e rohir ("cavaliere, corridore").

### Elmo
Elmo è il fratello minore di Elwë (Thingol) e Olwë.
Elmo è menzionato solamente nei Racconti incompiuti, nel capitolo su Galadriel e Celeborn. Poiché Celeborn è presentato come "discendente di Thingol" nel Silmarillion, Tolkien desiderava sviluppare questo legame familiare. La sua soluzione fu fare di Celeborn il nipote di un nuovo personaggio, Elmo, appunto, un fratello (non importante ai fini della storia) di Thingol, che rimase indietro quando questi scomparve, diventando uno dei Sindar del Doriath. Elmo ebbe un figlio, Galadhon, che generò a sua volta Celeborn e un fratello di nome Galathil, che sarà il padre della Regina Nimloth del Doriath.
Negli scritti più tardi, invece, Celeborn diventa un elfo teler e un parente diretto di Olwë, ma non vi sono ulteriori conferme o pubblicazioni al riguardo.

### Elrond
Mezzelfo che ha scelto un destino immortale, figlio di Eärendil e Elwing, padre di Elladan, Elrohir e Arwen, signore di Gran Burrone, portatore dell'anello Vilya ricevuto da Gil-galad, partì per Valinor alla fine della Terza Era.

### Elros
Elros ("schiuma di stelle"), poi Tar-Minyatur (non elfo, ma uomo).
Mezzelfo che ha scelto un destino mortale, figlio di Eärendil e Elwing, primo re di Númenor.

### Eluréd ed Elurín
Eluréd ed Elurín sono due gemelli maschi, figli di Dior Eluchíl e di Nimloth del popolo degli Elfi.
Il nome di entrambi fu scelto in ricordo del nobile nonno Elu Thingol, Re del Doriath: Eluréd ed Elurín, nella lingua Sindarin, significano rispettivamente Erede di Elu e Rimembranza di Elu. Avevano una sorella di nome Elwing.
Ancora piccoli, Eluréd ed Elurín vivevano col padre nelle aule di Menegroth quando queste vennero attaccate e conquistate dai figli di Fëanor. Durante lo scontro Dior restò ucciso, e i gemelli vennero rapiti da Celegorm e Curufin, che li abbandonarono nel bosco a morire. Il maggiore dei figli di Fëanor, Maedhros, lacerato dai rimorsi e non volendo la morte dei bambini, li cercò a lungo, ma senza successo.
Secondo quanto si narra ne Il Silmarillion, i gemelli non vennero più ritrovati e quasi certamente perirono; tuttavia le leggende dei Nandor raccontano che Eluréd ed Elurín vennero tratti in salvo da bestie ed uccelli della foresta e sopravvissero.

### Elwë
Teler, fratello di Olwë, perso in Nan Elmoth durante il viaggio verso Valinor, sposo di Melian la Maia, padre di Lúthien, re dei sindar del Doriath, ucciso in Menegroth dai nani. Versioni precedenti del nome: Tintoglin, Tinwë Linto, Tinwelint, Singoldo

### Elwing
(J.R.R. Tolkien, Il Silmarillion, pp. 315)
Elwing è figlia di Dior e Nimloth, sposa di Eärendil e madre di Elrond ed Elros.
Le vicende di Elwing sono strettamente collegate a quelle del marito Eärendil e sono riportate, in forma di racconto compiuto, nel Silmarillion. Sono inoltre presenti nei Racconti perduti con il titolo di "Il racconto di Eärendel" sotto forma di tracce schematiche, abbozzi, poesie oltre che versioni, con correzioni e varianti, del racconto del Silmarillion.
Il nome "Elwing" ha due diverse etimologie. La prima lo indica come un nome composito sindarin derivante da êl (stella) e wing (spruzzo) col significato di "spruzzo di stelle". Il nome viene dato da Dior alla figlia:
(op. cit., pp. 295)
La seconda etimologia si rifà ad "Ailwing", grafia più antica di "Elwing", e derivante da ailion (lago) e gwing (schiuma) col significato di "schiuma di lago", usato come sinonimo per "ninfea dal fiore bianco".
Non è casuale, ma esprime una forte affinità con la nave volante, l'assonanza del nome "Elwing" con "Vingilot", la nave di Eärendil. Vingilot, nella grafia più antica "Wingilot", deriva da gwing e loth col significato di "fiore di schiuma". Nelle poesie attinenti al racconto viene più volte espressa la similitudine fra il gabbiano (l'uccello marino in cui si trasforma Elwing) e la forma (il legname di colore bianco dello scafo, le vele argentee) e la grazia con cui Vingilot naviga il firmamento. Bianco e argento, i colori di Vingilot, sono anche i colori delle ali di Elwing in Valinor.
Nata nell'Ossiriand, verso l'anno 500 della Prima Era, Elwing si trasferisce assieme alla famiglia in Menegroth nei giorni seguenti la battaglia di Sarn Athrad.
La battaglia vede coinvolti un drappello di Laiquendi, guidati da Beren, contro le schiere dei Nani di Nogrod, che avevano appena saccheggiato il regno del Doriath. Nel corso della battaglia, Beren uccide il signore dei nani, strappandogli Nauglamír, una collana con incastonato un Silmaril che Beren stesso aveva recuperato anni prima.
Pochi anni dopo, successivamente alla morte di Beren, i Nandor restituiscono all'erede di Thingol, Dior, la collana con il Silmaril, ma lui se la arroga, indossandola e rifiutando di cederla ai figli di Fëanor, scatenando in questo modo la loro ira.
Il Doriath viene invaso dai Noldor e Menegroth viene distrutta; i Sindar vengono massacrati. Celegorm, Curufin e Caranthir, tre dei sette figli di Fëanor, muoiono nello scontro, ma anche Dior e Nimloth rimangono uccisi e Eluréd e Elurín, due dei loro tre figli, vengono abbandonati dai Noldor nella foresta a morire di stenti.
Elwing, ancora bambina, riesce invece a fuggire, assieme ad alcuni sindar superstiti, portando con sé il Silmaril.
Riparata alle bocche del fiume Sirion, Elwing, alcuni anni dopo, vi incontra Eärendil, in cerca di rifugio, con il suo popolo, dopo il sacco di Gondolin nell'anno 510 ad opera di Morgoth.
Tempo dopo, i due superstiti si innamorano, si sposano, e per un certo tempo, assieme ai rispettivi popoli, dimorano serenamente presso le bocche del Sirion. Elwing partorisce Elrond e Elros, soprannominati i Mezzelfi.
Col tempo, tuttavia, Eärendil diventa sempre più inquieto e desideroso di raggiungere Valinor per chiedere l'aiuto e la compassione dei Valar per le disgrazie delle terre del Beleriand, e, altresì, andare alla ricerca di Tuor e Idril scomparsi nel mare Belegaer.
Eärendil intraprende un lunghissimo viaggio in mare, mentre Elwing si consuma nell'attesa e nella solitudine. Da sottolineare che Eärendil ed Elwing erano cugini di quarto grado: in comune infatti avevano un avo umano di nome Bregor, che era quadrisavolo di Eärendil e trisavolo di Elwing
Nel frattempo, Maedhros, uno dei figli di Fëanor, apprende della sorte di Elwing e dei superstiti sindar. Per qualche anno, pentito della devastazione del Doriath, evita di intervenire, ma, in seguito (verso l'anno 538-539), Maedhros raduna i fratelli e contattato il popolo del Sirion, ingiunge loro di consegnargli la gemma, ma Elwing rifiuta.
I motivi del gesto di Elwing sono molteplici e riportati nel Silmarillion. Da una parte vi è la rivendicazione sulla gemma, in quanto recuperata, con grandi sofferenze, da Beren che l'aveva strappata, addirittura, dalla corona di Morgoth, oltre al risentimento per la morte di Dior e la disfatta del Doriath.
In secondo luogo, la gemma è considerata dai Lothlim e i Sindar, la fonte della loro nuova prosperità nella regione del Sirion e una benedizione per le navi in viaggio. Con il loro signore Eärendil lontano, in mare, non osano privarsi di questo talismano.
Il rifiuto di Elwing e della sua gente scatena un nuovo conflitto con i Noldor. I superstiti di Gondolin e del Doriath vengono decimati, anche se diversi noldor si ribellano ai loro signori durante la battaglia e abbracciano la causa degli sconfitti. Due figli di Fëanor, Amrod e Amras, rimangono uccisi.
Poco tempo dopo questi fatti, Eärendil, che aveva avuto un presentimento della disgrazia, ritorna in Sirion, seguito da Círdan il carpentiere e Gil-galad, signore di tutti i Noldor, discendente di Fingolfin, un fratellastro di Fëanor.
Giunto troppo tardi, Eärendil apprende dai pochi sopravvissuti che i suoi figli sono stati fatti prigionieri, mentre Elwing si è uccisa gettandosi in mare con il silmaril per evitare di consegnarlo.
Elwing, in realtà, non è morta, ma è stata salvata da Ulmo che l'ha mutata in un uccello marino dal bianco piumaggio (in alcune versioni del racconto è specificato gabbiano). Il Silmaril è incastonato sul suo petto, brillante come una stella.
Una notte, mentre Eärendil è lontano, in mare, a bordo della sua nave Vingilot, Elwing lo raggiunge, stremata e vicina alla morte, dopo un lungo volo.
L'elfo si prende cura del volatile morente e ritrova con grande sorpresa, il mattino dopo, la moglie dormiente nel letto al suo fianco.
Elwing si unisce al marito (e ai tre marinai che lo accompagnano: Falathar, Erelont e Aerandir) nella ricerca di Valinor, avendo entrambi oramai abbandonato la speranza per la sorte dei due figli prigionieri che credono condannati a morte sicura.
Con Elwing alla prua di Vingilot e il silmaril che le orna la fronte e risplende come una stella, sempre più brillante mano a mano che la nave prosegue verso ovest, la nave, guidata da Eärendil, compie il suo lungo viaggio attraverso il Belegaer.
La nave approda nella baia di Eldamar, presso la grande isola di Aman, il Reame Beato, la patria originaria degli Eldar, ove sorge Valinor.
I Teleri, meravigliati, riferiscono loro che da molto lontano avevano scorto lo splendore del Silmaril di Elwing.
Lasciata la nave alla fonda, Elwing e Eärendil, pur timorosi dell'ira dei Valar, sbarcano sulle spiagge dell'isola.
Essendo in parte umani, sono anche i primi Uomini a entrare nel Reame Vigilato.
Eärendil, ricevuto nelle aule di Valmar, prega i Valar perché si interessino della sorte della Terra di Mezzo. Le sue richieste verranno successivamente accolte con l'invio nel Beleriand, contro le armate di Morgoth, di un grande esercito che riunisce le tre stirpi degli Eldar. Le due schiere si scontreranno nella regione dell'Anfauglith e lo scontro prenderà il nome di Guerra d'Ira.
Tuttavia, i Valar, terminata l'udienza concessa a Eärendil, si interrogano anche sulla sorte dei due mezz'elfi, non essendo permesso ad alcun umano (o semi-umano) di rimanere vivo dopo essere giunto in Valinor.
Le Potenze di Arda decidono, quindi, di concedere a tutti i mezz'elfi della Terra di Mezzo di scegliere individualmente e liberamente la propria sorte nel corso dell'esistenza ovvero se condividere il destino degli elfi o quello degli uomini.
Elwing e Eärendil, richiamati al cospetto dei grandi fra gli Ainur, scelgono di essere giudicati come elfi e di trattenersi per sempre in Valinor, stanchi della sorte del mondo.
I tre marinai vengono rimandati indietro nel Beleriand con un'altra barca e Vingilot, benedetta dai Valar, viene resa capace di volare nel cielo, fra le stelle.
Eärendil, con il silmaril brillante come stella sulla sua fronte, condurrà la nave nei suoi viaggi oltre le Mura della Notte, visibile come stella nel cielo, persino dagli abitanti della Terra di Mezzo, soprattutto all'alba e al tramonto.
Elwing, invece, non desiderando seguire il marito nel firmamento, dimorerà in una bianca e alta torre sulla costa, rifugio di tutti gli uccelli marini. Conoscendo il loro linguaggio, Elwing ne apprende l'arte del volo e con grandi ali bianco-argentee si libra, ogni giorno, nel cielo al tramonto.

#### Genesi e temi narrativi
Come precedentemente detto, la storia di Elwing e i viaggi per mare di Eärendil, a bordo della nave Vingilot, costituiscono i temi portanti del "Racconto di Eärendel", uno dei Racconti perduti di Tolkien, che inizia con l'arrivo dei Lothlim ("popolo del fiore", così si erano autonominati i superstiti di Gondolin) alle bocche del Sirion e termina con i viaggi di Eärendel nel firmamento.
Il "Racconto di Eärendel" è presente, negli scritti autografi di Tolkien, in cinque varianti (distinte con le lettere A, B, C, D, E da Christopher Tolkien) che pur rimanendo a livello di schema narrativo suggeriscono che il racconto compiuto del Silmarillion fosse solo una sintesi di una narrazione più estesa e articolata che Tolkien progettava di realizzare.
Gli schemi del racconto offrono alcune varianti in merito alla sorte finale di Elwing, che in due versioni non viene ritrovata dal marito, che anche nel firmamento continuerà a cercarla. In una terza versione, Elwing viene rivista, ma rimane un uccello marino (un gabbiano) che, di tanto in tanto, ritorna con altri volatili presso quella che Tolkien chiama, senza chiarirne il contesto e l'ubicazione, "Isola degli Uccelli Marini" e nella quale vi è una torre bianca dove Eärendel dimora a lungo in attesa.
In aggiunta agli schemi, esistono anche alcune poesie sul tema e diversi abbozzi, con correzioni e varianti, del racconto del Silmarillion a cui Tolkien appose il titolo in antico inglese: Éalá Éarendel Engla Beorhtast ("Viaggio di Éarendel, la stella della sera"), da cui si deduce che la storia costituiva un tema significativo della mitologia inglese che Tolkien voleva ricreare.
È evidente, infatti, ed anche spiegata esplicitamente da Tolkien nella lettera nº297 del 1967, la similitudine fra Venere come Vespero e Elwing in volo al tramonto e la nave Vingilot guidata da Eärendil, traslati entrambi da esseri viventi a figure mitologiche per gli stessi elfi di Arda. Comprensibile, in questo modo, che il titolo della prima poesia sulla vicenda di Eärendil sia proprio: "Viaggio di Éarendel, la stella della sera".
Una delle prime stesure del racconto mostra, inoltre, una interessante commistione fra luoghi reali e luoghi immaginari della Terra di Mezzo:
(J.R.R. Tolkien, Racconti perduti, pp. 319)

### Eöl
(J.R.R. Tolkien, Il Silmarillion, cap. XVI.)

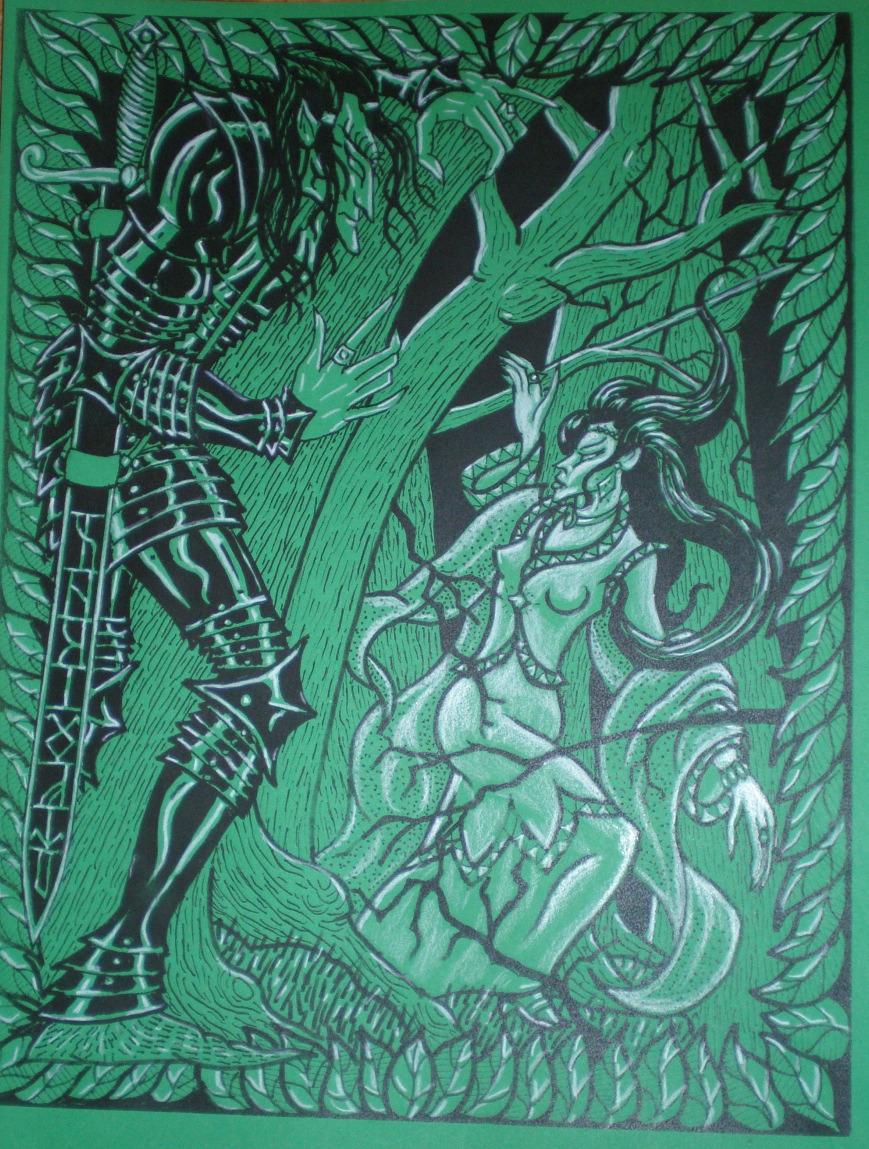
Eöl e Aredhel illustrati da Tom Loback.

Eöl è un elfo di nobile stirpe telerin, legato da antica, seppur non ben definita, parentela con il re Thingol, ma tetro e amante della notte e del crepuscolo stellato: per questo viene chiamato spesso l'Elfo Scuro. Tuttavia, negli scritti precedenti di Tolkien redatti prima della pubblicazione de Il Silmarillion (inclusi in The History of Middle-earth, vol. XI: The War of the Jewels) Eöl è un elfo avar, discendente dal secondo clan degli elfi, i tatyar, da cui si originarono anche i noldor.
Benché fosse chiamato l'Elfo Scuro, Eöl non è un elfo del popolo degli Avari ma un elfo Sindar originariamente abitante del Doriath. Il Silmarillion lo descrive come un solitario, amante della notte e del crepuscolo stellato. Evitava i Noldor, ai quali attribuiva la causa del ritorno di Morgoth, per i Nani, invece provava più simpatia di ogni altro tra gli antichi elfi. Abbandonò il regno del re Thingol quando vi fu posta la Cintura di Melian per proteggerlo dal Nemico, e si trasferì nella foresta di Nan Elmoth, dove esercitava la sua arte di fabbro e vagabondava di notte per i boschi, incontrandosi spesso con i Nani e, unico tra gli elfi insieme al figlio, recandosi addirittura nelle loro roccaforti di Nogrod e Belegost.
Abilissimo fabbro, inventò il metallo galvorn, dal colore scuro, e con esso forgiò armi e corazze, tra cui le spade gemelle Anglachel e Anguirel; donò la prima, di malavoglia, a Thingol re del Doriath, che poi ne fece dono a Beleg e per il quale essa si rivelò fatale; tenne la seconda finché gli fu rubata dal figlio Maeglin.
La noldorin Aredhel, sorella di Turgon, in fuga da Gondolin e recatasi presso i figli di Fëanor, capitò per caso presso Nan Elmoth, dove fu ammaliata e quasi "intrappolata" da Eöl; egli la condusse a casa sua e ne fece sua moglie. Qui nacque Maeglin "sguardo tagliente"; dapprima i tre trascorrevano bei giorni insieme, poiché Eöl era di animo gentile, nonostante il carattere riservato, amava passeggiare con la moglie sotto il cielo stellato e insegnava al figlio i segreti della metallurgia; divenuto adulto, Maeglin mal sopportava la vita che gli aveva riservato il padre, desiderando conoscere il mondo esterno a Nan Elmoth e soprattutto le meraviglie dei Noldor, così convinse la madre a fuggire insieme a lui; Aredhel lasciò Nan Elmoth e tornò alla città di Gondolin, ma fu seguita di nascosto dal marito.
Catturato dalle guardie di Turgon, fu portato al cospetto del re che gli intimò di rimanere in quella città, dato che ne aveva scoperto la posizione segreta: il re gli diede la scelta tra vivere o morire lì; Eöl allora, in uno scatto d'ira, scagliò un giavellotto contro il figlio perché condividesse la sua sorte, ma colpì invece Aredhel che si era frapposta e fu imprigionato. La moglie, appoggiata dalla nipote Idril figlia del re, ne richiese la grazia, tanto da convincere il re, ma nel corso della sera si ammalò inaspettatamente e morì: il giavellotto era infatti avvelenato. Eöl fu allora condannato a morte e giustiziato, precipitato nell'abisso del Caragdûr, non prima di aver maledetto il figlio.

### Erellont
Uno dei tre marinai compagni di Eärendil.

### Falathar
Uno dei tre marinai compagni di Eärendil.

### Fëanor
Noldorin, figlio di Finwë e Míriel, padre di Maedhros, Maglor, Celegorm, Caranthir, Curufin, Amrod e Amras, re supremo dei noldor e promotore della loro ribellione, artefice della scrittura fëanoriana nonché dei Silmaril, ucciso in Mithrim durante la Dagor-nuin-Giliath.

### Findis
Figlia di Finwë e Indis, sorella di Fingolfin, Finarfin, Irimë e sorellastra di Fëanor.

### Finduilas
Elfa della Prima Era, figlia di Orodreth, re del Nargothrond, e sorella di Gil-Galad nella versione tarda del legendarium, Finduilas era fidanzata con Gwindor, un principe elfico, che la chiamò Faelivrin ("il luccichio del Sole nelle polle di Irvin"). Ella era infatti molto bella, un'alta principessa dei Noldor nipote di Galadriel.
Nel 472 P.E., Gwindor fu catturato da Morgoth durante la Battaglia delle Innumerevoli Lacrime, ma tornò nel 490 con un compagno, un Uomo, che chiamava se stesso Agarwaen figlio di Úmarth ("L'Insanguinato figlio di Malasorte"), ma che era in realtà Túrin figlio di Húrin. Nonostante provasse ancora qualcosa per Gwindor, Finduilas si innamorò di Túrin, ma questi la rifiutò per rispetto dell'amico.
Nella presa di Nargothrond da parte di Glaurung, Gwindor fu ferito a morte e Túrin venne incantato dal drago, così che non potesse udire i pianti di Finduilas mentre veniva trascinata via, prigioniera dagli Orchi che la portavano ad Angband. Glaurung lo ingannò e lo spinse a cercare la madre e la sorella nel Dor-lómin, abbandonando la fanciulla alla sua sorte, nonostante Gwindor morente gli avesse profetizzato che salvare Finduilas era l'unico modo di sfuggire alla maledizione lanciata da Morgoth sulla casa di Húrin.
Quando Túrin scoprì che i suoi erano già al sicuro nel Doriath, tornò in fretta verso sud. Si imbatté così in un gruppo di Haladin del Brethil i quali gli riferirono che Finduilas era morta: poco dopo essere stata presa, infatti, i suoi carcerieri furono attaccati dagli Uomini al Guado del Teiglin; gli Orchi, vistisi assaliti, sgozzarono tutti i loro prigionieri e inchiodarono Finduilas ad un albero con una lancia. Gli Haladin ne seppellirono il corpo in un tumulo che chiamarono Haudh-en-Elleth, "Collina della Fanciulla Elfica".

### Fingolfin
Noldorin, figlio di Finwë e Indis, padre di Fingon, Turgon e Aredhel, re supremo dei noldor in Hithlum, ucciso da Morgoth in duello.

### Fingon
Noldorin, figlio di Fingolfin, padre di Gil-galad, re supremo dei noldor, ucciso da Gothmog durante la Nírnaeth Arnoediad.

### Finrod Felagund
Noldorin, figlio di Finarfin e Eärwen, fondatore e re di Nargothrond e di Minas Tirith, fu salvato da Barahir (un uomo) durante la Dagor Bragollach e gli diede un anello e gli fece un giuramento, per tener fede al quale seguì Beren nella sua cerca e morì nelle segrete di Sauron a Tol-in-Gaurhoth. Versioni precedenti del nome: Inglor

### Finwë
Noldorin, padre di Fëanor (con la prima sposa Míriel) e di Fingolfin e Finarfin (con la seconda sposa Indis), re supremo dei noldor durante il viaggio da Cuiviénen e quindi in Aman, ucciso da Morgoth a Formenos. Versioni precedenti del nome: Fingolma, Golfinweg, Finwë Nólemë

### Finarfin
Finarfin compare ne Il Silmarillion. È un elfo noldor, terzo figlio di Finwë, il minore dei fratellastri di Fëanor e quello dal carattere più pacifico; restò in Aman dopo l'Esilio dei Noldor e regnò in Tirion su quel che rimaneva del suo popolo. Unici tra i principi Noldorin, egli e i suoi discendenti avevano capelli dorati, retaggio di sua madre Indis, che era un'elfa vanyar. Partecipò alla Guerra d'Ira e in seguito ritornò in Valinor, dove presumibilmente regnerà su Tirion per il resto della storia di Arda. È anche padre di Galadriel, Finrod Felagund, Aegnor, Angrod e Orodreth.
Il suo nome quenya è Arafinwë, che significa "Finwë Nobile": ciò riprende chiaramente il nome del padre.

### Galadhon
Galadhon è un personaggio inventato da J. R. R. Tolkien, che compare nei Racconti incompiuti. Il suo nome deriva dal Sindarin galadh, albero. Si dice sia figlio di Elmo, il più giovane fratello di Thingol; Galadhon è quindi nipote di Thingol e cugino di Lúthien. Il suo personaggio è stato essenzialmente creato per spiegare come Celeborn fosse imparentato con Thingol; secondo i Racconti, Celeborn era figlio di Galadhon e quindi nipote di Thingol. Si narra che Galadhon avesse anche un altro figlio di nome Galathil, a sua volta padre di Nimloth, la quale avrebbe poi sposato Dior, suo cugino di secondo grado. In scritti posteriori Tolkien modificò le origini di Celeborn, descrivendolo come un elfo di Valinor della stirpe dei teleri unitosi agli esiliati.

### Galadriel
Noldorin, figlia di Finarfin e Eärwen, sposa di Celeborn, madre di Celebrían, regina di Lothlórien e portatrice dell'anello Nenya, tornò in Valinor alla fine della Terza Era.

### Galdor
Noldorin di Gondolin, signore dell'Albero.
Elfo dei Porti Grigi, venuto a Gran Burrone per assistere al Consiglio di Elrond su incarico di Círdan.

### Galion
Elfo silvano di Bosco Atro, maggiordomo di re Thranduil al tempo della cattura dei nani diretti a Erebor, propone al capo delle guardie di assaggiare il vino e si ubriaca con lui.

### Gelmir
Elfo di Nargothrond, figlio di Guilin, catturato durante la Dagor Bragollach e messo a morte di fronte ai difensori di Eithel Sirion prima della Nírnaeth Arnoediad.
Noldorin, del popolo di Angrod, insieme ad Arminas guida Tuor (un uomo) verso Gondolin (solo nei Racconti perduti) e in seguito si reca nel Nargothrond per avvertire Orodreth del pericolo che lo minacciava.

### Gil-galad
Noldorin, figlio di Orodreth (o di Fingon secondo altre versioni), re supremo dei noldor, capo dell'Ultima Alleanza tra gli elfi e gli uomini, assieme a Elendil fu ucciso in duello da Sauron nell'atto di uccidere quest'ultimo, al termine dell'assedio di Barad-dûr.

### Gildor
Gildor Inglorion è un Noldor, che incontra Frodo in viaggio nella Contea, ospitandolo nel proprio campo nella notte e mettendolo in guardia dai Cavalieri Neri. Successivamente informa Tom Bombadil e Aragorn, già messo in avviso da Gandalf, dei particolari del viaggio di Frodo. Gildor risiede a Gran Burrone o nel Lindon, presso i Porti Grigi, e parte poi per Aman lo stesso giorno di Frodo, Bilbo, Elrond, Gandalf e Galadriel, nel 3021 T.E.
La presentazione che Gildor fa di sé a Frodo e agli Hobbit ha suscitato l'interesse di un vasto pubblico.
Molti fan di Tolkien hanno suggerito, ma ciò non ha alcuna conferma, che Gildor possa essere il figlio di Finrod Felagund e Amarië (almeno in versioni abortite della storia), e che seguì il padre nell'esilio.
Gildor si dichiara appartenente alla Casa di Finrod: come scrive Christopher Tolkien in una nota nei Racconti incompiuti, il primo nome di Finarfin era Finrod (e tale appariva nel contesto del Signore degli Anelli): solo successivamente, nella versione riveduta e corretta Finrod è il nome del figlio di Finarfin, fratello di Galadriel. Nella prima versione (e qua potrebbe esserci una svista di Tolkien, che spesso lavorava a memoria), sempre riferita nei Racconti incompiuti, Finrod si chiama Inglor: tale versione potrebbe essere sottintesa nel capitolo III de La Compagnia dell'Anello in cui Gildor dice di chiamarsi anche Inglorion; questo nome è un patronimico (come Thranduilion nel caso di Legolas) e significa chiaramente "figlio di Inglor". In tal caso " Gildor Inglorion della Casa di Finrod" andrebbe letto come "Gildor figlio di Finrod della Casa di Finarfin".
Tale versione sarebbe chiaramente poi cambiata nella mente di Tolkien: altrimenti non si spiegherebbe l'assenza di Gildor nel Silmarillion e il perché il Nargothrond passi a Orodreth (fratello o nipote di Finrod) e non al figlio stesso di Felagund; e appare strano che tale figlio fosse giunto dopo il padre (o dopo la sua morte e il suo probabile ritorno da Mandos, sempre che non sia nato dopo questo fatto) nella Terra di Mezzo, visto che l'unico elfo che tornò, dopo la Prima Era, fu il rinato Glorfindel (a meno che non sia stato inviato proprio come accompagnatore di quest'ultimo).
Gildor sarebbe quindi un nobile elfo, figlio di un Inglor, ma non parente di Finarfin: "della Casa di Finrod" potrebbe significare "servitore", "consigliere" o "maestro d'armi" del Nargothrond, un ruolo come quello di Gwindor presso Orodreth o di Germin e Arminas che si dichiarano a Tuor come appartenenti alla Gente di Angrod o Voronwë che si presenta ai suoi compatrioti di Gondolin come "della Casa di Fingolfin".

### Glirhuin
Elfo del Brethil, arpista.

### Glorfindel
Elfo di Gondolin, signore del Fiore d'Oro, morto in combattimento con un Balrog dopo la caduta di Gondolin. Tornato nella Terra di Mezzo durante la Terza Era, aiuta Frodo durante il suo viaggio a Gran Burrone.

### Guilin
Elfo di Nargothrond, padre di Gelmir e Gwindor.

### Gwindor
Principe del reame nascosto di Nargothrond, ed insieme a suo fratello Gelmir combatté nella Dagor Bragollach, la battaglia della Fiamma Improvvisa. Dopo la sconfitta degli eldar nella Bragollach Gelmir venne catturato dagli orchi e portato prigioniero in Angband. Anni dopo, poco prima dell'inizio della Nírnaeth Arnoediad, la battaglia delle Innumerevoli Lacrime, ci fu un'ambasciata degli orchi, i quali recavano con essi Gelmir, quasi cieco dopo tutti quegli anni di prigionia. Gli orchi avvertirono che molti altri noldor erano stati impriogionati ad Angband, e promisero che quando sarebbero tornati li avrebbero uccisi tutti; successivamente staccarono mani, piedi e testa di Gelmir, lasciandolo lì morente. Proprio in quel punto dell'esercito dei noldor stava Gwindor, il quale con tutta la rabbia che aveva in corpo con i suoi consaguinei dal Nargothrond attaccò l'ambasciata e si diresse fino ai cancelli di Angband: lì la sua compagnia fu massacrata ed egli tratto prigioniero in Angband. Successivamente riuscì ad evaderne ed in seguito condusse Túrin Turambar nel Nargothrond. Perì nella battaglia di Tumhalad.
Versioni precedenti del nome: Flinding

### Heorrenda
Mezzelfo, figlio di Ælfwine/Eriol e Naimi.

### Haldir
(J.R.R. Tolkien, Il Signore degli Anelli)
Haldir è un personaggio di Arda, l'universo immaginario fantasy creato dallo scrittore inglese J. R. R. Tolkien. Compare solo nel romanzo Il Signore degli Anelli, più precisamente negli ultimi capitoli de La Compagnia dell'Anello.
Haldir è un elfo nandorin, Capitano dei Galadhrim, ed insieme a i suoi due fratelli Rúmil e Orophin, Guardiano delle frontiere di Lórien al servizio della Bianca Dama Galadriel, sposa di Celeborn signore di Lothlórien.
Haldir fa la sua prima apparizione quando accoglie la Compagnia dell'Anello, appena entrata nel reame di Lórien. Non si fida del gruppo, ad eccezione di Aragorn (conosciuto a Lórien) e Legolas (lontano parente di Celeborn), soprattutto a causa della presenza di Gimli il Nano. Compare negli altri capitoli ambientati a Lórien; poi non se ne parla più, ma si suppone che abbia combattuto nella Guerra dell'Anello contro le forze di Dol Guldur al servizio di Sauron.
(Haldir al suo arrivo al Fosso di Helm ne Il Signore degli Anelli - Le due torri)
Nella trilogia de Il Signore degli Anelli diretta da Peter Jackson, il ruolo di Haldir è interpretato da Craig Parker, con la voce italiana di Christian Iansante. La storia del personaggio è ampliata e modificata rispetto al romanzo: appare anche ne Il Signore degli Anelli - Le due torri, dove, su incarico di Elrond e Galadriel, guida un piccolo esercito di elfi in aiuto dei Rohirrim assediati al Fosso di Helm dalle forze di Saruman, venendo ucciso dagli Uruk-hai.
Se si segue il modello di Peter Jackson, Haldir seguì la sorte di ogni altro elfo della terra di mezzo dopo la sua morte, ovvero finì nelle Aule di Mandos per attendere la reincarnazione.
Durante la prima era, Haldir fu anche il nome di un Uomo appartenente alla Casa di Haleth. Figlio di Halmir del Brethil, sposò Glòredhel, figlia di Hador del Dor-lómin. Rimase ucciso durante la Nírnaeth Arnoediad. È curioso notare come l'Haldir di Peter Jackson segua quasi la stessa sorte dell'Haldir del Brethil di Tolkien.

### Idril

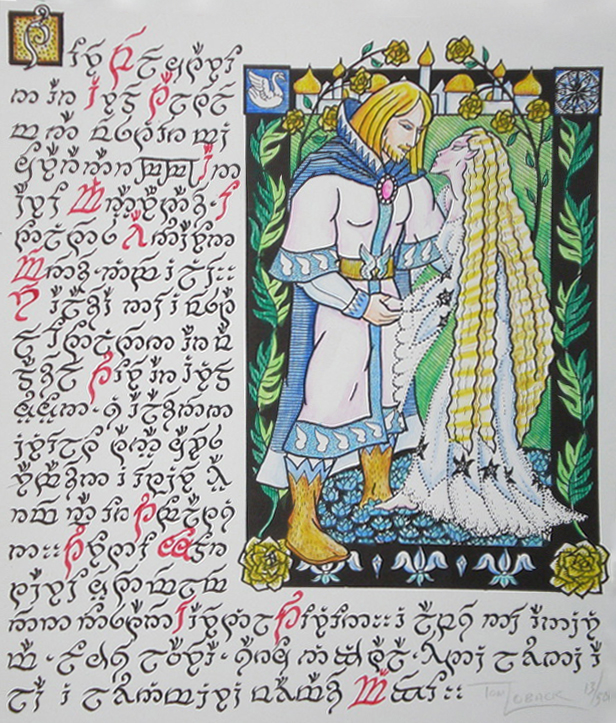
Il matrimonio tra Idril e Tuor

Idril è un'elfa noldor. Detta anche Celebrindal cioè Piè d'argento, fu l'unica figlia di Turgon ed Elenwë nella città nascosta di Gondolin, nel Beleriand.
Sposò Tuor, figlio di Huor, della razza degli Uomini, che riuscì a giungere a Gondolin per aiuto del Vala Ulmo, Signore dei Mari e degli Oceani, il quale, avendo cari i Noldor anche nel loro esilio da Aman, inviò loro proprio Tuor per metterli in guardia dal tradimento che serpeggiava tra le loro mura.
Questi però non gli prestarono ascolto, e alla fine la città fu attaccata dalle forze di Morgoth e bruciata interamente. Intanto Idril e Tuor si erano sposati dando alla luce Eärendil. Con questo Idril fuggì da Gondolin raggiungendo le Bocche di Sirion; da queste partì con Tuor per l'Ovest.

### Indis
La sua figura è brevemente descritta nel Silmarillion, e troviamo qualche pagina relativa alla sua storia nella History of Middle-earth, anche se il suo personaggio appare sempre marginale.
Parente stretta di Ingwë, apparteneva alla stirpe degli elfi vanyar. Diventò la seconda moglie di Finwë, Alto Re dei Noldor, quando la prima, Míriel, dando alla luce il figlio Fëanor, morì, lasciando i giardini di Lórien. Finwë ed Indis ebbero due figli, Fingolfin e Finarfin, e due figlie, Findis e Irimë.
Dopo che il marito fu ucciso da Melkor, che poi prese i Silmaril, ella tornò probabilmente a vivere, assieme alla figlia Findis, tra la sua gente. Non è chiaro chi, se lei stessa o sua madre, fosse una sorella di Ingwë, Alto Re dei Vanyar, mentre sappiamo che Indis è la nonna di Galadriel.

### Ingil
Vanyarin, figlio di Inwë (Ingwë). Versioni precedenti del nome: Ingilmo

### Ingwë
Nel mondo immaginario di Arda in cui sono ambientate le opere di J. R. R. Tolkien, Ingwë è un antico re elfico. Secondo quanto narrato nel Silmarillion, Ingwë era uno dei tre re che partirono dal lago stellato di Cuiviénen, nella Terra di Mezzo, dove si erano destati gli elfi, per dirigersi verso le terre beate di Aman, dove avrebbero potuto ammirare la magnificenza dei Valar. Gli altri due re che intrapresero il viaggio erano Elwë e Finwë. Ingwë era il capo dei vanyar; a differenza dei noldor essi non tornarono più nella Terra di Mezzo se non per combattere Morgoth nella Guerra dell'Ira. Ingwë e la sua schiera divennero gli elfi prediletti dai Valar, che fecero di Ingwë il re di tutti gli elfi, facendolo governare sul Taniquetil ai piedi di Manwë. Quando i Valar, dopo la supplica di Eärendil, si decisero a muovere guerra contro Morgoth, i vanyar costituivano la maggior parte del loro esercito. Dopo la sconfitta del Nemico i vanyar tornarono tutti in Aman. Versioni precedenti del nome: Githil, Inwithiel, Gimgithil, Ing, Inwë, Isil

### Irimë
Irimë è la sorella di Fingolfin, Finarfin, Findis e la sorellastra di Fëanor. Figlia di Finwë e Indis.

### Legolas Verdefoglia
Noldorin di Gondolin. Versioni precedenti del nome: Laiqalassë

### Legolas
Sindarin di Bosco Atro, figlio di Thranduil, membro della Compagnia dell'Anello, partì per Valinor alla morte di re Aragorn (un uomo), all'inizio della Quarta Era.

### Lenwë
Lenwë è un elfo telerin che prese parte al Grande Viaggio delle tre stirpi degli eldar verso le coste occidentali della Terra di Mezzo e quindi attraverso il Grande Mare fino alle Terre Imperiture di Aman, nei primissimi anni dopo il risveglio degli Elfi a Cuiviénen.
Durante la grande marcia degli elfi verso l'occidente, Lenwë e le genti a lui più legate costituivano la retroguardia della grande schiera dei Teleri. Quando gli Eldar giunsero alle sponde del fiume Anduin e alla grande vallata che questo formava appena ad est delle Montagne Nebbiose, Lenwë e parte dei Teleri decisero di stanziarsi in quelle contrade, abbandonando di fatto il Grande Viaggio; tali genti presero il nome di Nandor, o elfi silvani.
In tempi successivi, Denethor, figlio di Lenwë, condusse gran parte dei Nandor oltre le Montagne Nebbiose ed i Monti Azzurri, prendendo dimora nelle distese dell'Ossiriand nel Beleriand orientale, ed essi furono da allora noti come Laiquendi o elfi verdi.
Nelle opere di Tolkien non si trovano riferimenti al destino toccato a quelli fra i Nandor che rimasero con Lenwë nelle valli settentrionali dell'Anduin. Si può presumere però che i Nandor al seguito di Lenwë divennero parte delle genti elfiche successivamente definite come elfi silvani.

### Lindir
Elfo di Gran Burrone.

### Lúthien
Sindarin del Doriath, figlia di Elwë e Melian la Maia, sposa di Beren (un uomo), madre di Dior, scelse di diventare mortale.

### Mablung
Mablung fu un Sindar al servizio di Thingol, re del Doriath, durante la Prima Era dei Figli di Ilúvatar. Assieme a Beleg Arcoforte fu il massimo dei Capitani dei Sindar, e partecipò alla Caccia del grande lupo Carcharoth. Viene ricordato col nome di Mablung dalla Mano Pesante ("mano pesante" è appunto la traduzione del suo nome — o meglio epessë — dal Sindarin).
Mablung divenne Capitano dei Guardiani del Doriath dopo che Beleg Arcoforte partì dal regno di Thingol in cerca di Túrin. Quando Morwen Eledhwen madre di quest'ultimo, che a quel tempo abitava appunto nel Doriath, seppe della Caduta di Nargothrond e che suo figlio dimorava proprio in quel regno, volle andare a cercarlo. Re Thingol decise di mandare Mablung al seguito della donna per proteggerla dai pericoli che avrebbe potuto incontrare; accadde però che, ad insaputa sia di Mablung che di Morwen, Nienor, figlia di quest'ultima, li seguisse di nascosto. Mablung tuttavia non fu in grado di proteggere le due dagli incantesimi di Glaurung il Drago, ed egli stesso, recatosi nel Nargothrond a constatarne la rovina, si trovò faccia a faccia con l'immonda creatura di Morgoth, ma non ne venne ucciso. Ritrovò anzi Nienor, ma ben presto la perse di nuovo, poiché questa, in balìa dell'incantesimo di Glaurung, fuggì a perdifiato per la foresta dopo che il gruppo guidato da Mablung era stato attaccato da una schiera di Orchi. Sconfitto, Mablung tornò nel Doriath, ma spese gli anni successivi alla ricerca di Morwen e Nienor. Infine, saputo che Glaurung si dirigeva verso il Brethil, vi giunse trovando nient'altri che Túrin Turambar e gli svelò della scomparsa di Nienor dal Doriath. Ciò contribuì a render chiaro a Túrin fino a dove la sua amara sorte l'aveva infine condotto: la sua sposa Níniel, tra l'altro incinta, era appunto l'amata sorella da tempo perduta.
Mablung morì infine durante il Sacco del Doriath, quando i Nani di Nogrod, uccidendo Re Thingol nelle sue aule di Menegroth, rientrarono in possesso della splendida collana Nauglamír con incastonato il Silmaril conquistato da Beren e Lúthien.

### Maedhros
Noldorin, figlio di Fëanor, catturato a Thangorodrim e salvato da Fingon, signore del colle di Himring e promotore dell'Unione di Maedhros, si gettò nelle viscere della terra con un Silmaril alla fine della Prima Era. Versioni precedenti del nome: Maidros.

### Maeglin
Noldorin, figlio di Eöl e Aredhel, nato nel Nan Elmoth, fuggì poi seguendo la madre a Gondolin, dove in seguito assistì all'esecuzione del padre dopo che costui aveva ucciso Aredhel. Lì divenne stimato e potente presso il popolo (anche grazie alle conoscenze in metallurgia, apprese dai nani) e si innamorò, non ricambiato, della cugina Idril. Combatté nella Nírnaeth Arnoediad a fianco di Turgon ed Ecthelion, ma venne catturato dagli orchi e condotto ad Angband, dove fu sottoposto ad atroci torture, in seguito alle quali tradì Gondolin rivelandone la collocazione e consegnando la città a Morgoth e venne ucciso da Tuor (un uomo) durante il sacco della città. Versioni precedenti del nome: Meglin.

### Maglor

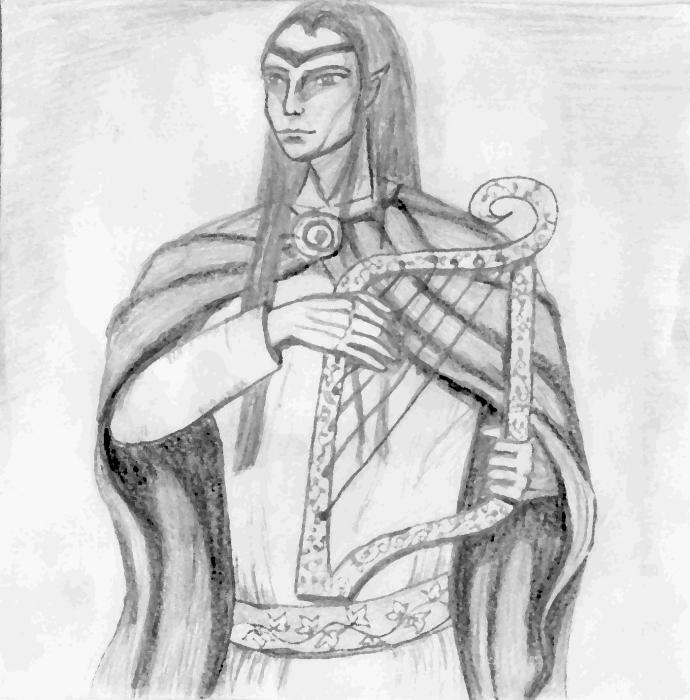
Maglor

Fu il secondo figlio di Fëanor e Nerdanel. Era poeta e cantore di massimo prestigio tra i Noldor e si dice che abbia ereditato dalla madre il temperamento pacifico e pacato.
Maglor è una traduzione Sindarin dal nome quenya Macalaurë — riferimento alla sua abilità nel suonare l'arpa, e probabilmente alle sue capacità canore (era difatti conosciuto anche come "il Possente Cantore"). Il significato che sta dietro al nome paterno di Maglor, Canafinwë, è incerto, ma contiene probabilmente il prefisso kana/o (comandante) più Finwë.
Come gli altri figli di Fëanor, Maglor era legato ad un giuramento che gli imponeva di recuperare i Silmaril di suo padre, rubati da Morgoth, l'Oscuro Signore, e di perseguire chiunque (Vala, Elfo o Uomo ancora non nato) avesse tentato di impadronirsene. Tale giuramento portò i fratelli alla Terra di Mezzo durante la Prima Era, dove condussero guerre contro le armate di Morgoth, combatterono contro altri popoli elfici appartenenti alla Terra di Mezzo e infine attirarono addirittura sciagure su loro stessi.
Maglor divenne la guida dei Fëanoriani dopo che Fëanor morì e Maedhros fu imprigionato da Morgoth sul Thangorodrim. Non sappiamo se egli avesse mai tentato di salvare suo fratello maggiore. Fatto sta che sotto la sua reggenza, i Noldor allestirono un accampamento fortificato sulla costa nord-occidentale del Lago Mitrhim. Sembra che Maglor non scelse né di confrontarsi, né tantomeno di riconciliarsi con la Casa di Fingolfin. I suoi compagni lasciarono l'accampamento e si ritirarono presso la costa meridionale dopo che Fingolfin giunse nello Hithlum con la sua armata.
Maglor si recò ad Est e fu famoso per aver difeso il Varco di Maglor grazie alle forze della cavalleria. Le sue relazioni con gli altri principi dei Noldor sembrano rispecchiare quelle di Maedhros. Maglor, inoltre, era presente alla "Festa di Riconciliazione" di Fingolfin nell'anno 20 della Prima Era. Finrod, appena prima di incontrare gli Edain per la prima volta, era intento a cacciare con Maedhros e Maglor.
Il Varco di Maglor, la Marca di Maedhros e il Dor Caranthir (Thargelion) paiono essere gli unici luoghi che hanno preso i nomi dei loro signori.
Una breccia venne aperta nel Varco di Maglor durante la Dagor Aglareb; Maglor e Maedhros contrattaccarono Morgoth nell'anno 402 della Prima Era aiutati da Angrod e Aegnor. Nella Dagor Bragollach, le forze di Angband (la fortezza dell'"Oscuro Nemico del Mondo"), coadiuvate dal Drago Glaurung, devastarono il Varco stesso, e Maglor si ritirò nella cittadella di Maedhros.
Maglor uccise Uldor il Maledetto dopo che questi tradì l'Unione di Maedhros. Egli, inoltre, salvò ed allevò i figli di Eärendil in seguito al saccheggio delle Bocche del Sirion ad opera dei Fëanoriani, che diede vita al terzo fratricidio. Il Silmarillion narra di come un legame d'affetto, quantunque debole, sia nato tra Maglor, Elros ed Elrond.
Dopo la Guerra dell'Ira, egli ed il suo ultimo fratello sopravvissuto (Maedhros) rubarono i due restanti Silmaril da Morgoth, sebbene inizialmente Maglor avesse tentato di dissuadere il fratello maggiore dal compiere un atto simile. Ma a causa delle terribili azioni commesse dai fratelli, le due Gemme arsero le loro mani. Incapace di sopportare una tale sofferenza, Maglor gettò il suo Silmaril nelle acque del mare. In seguito vagò senza meta lungo le coste del mondo, intonando lamenti sulla perdita del Gioiello, finché il suo nome non venne dimenticato. Fu egli a comporre il poema "La Caduta dei Noldor", del quale è conosciuto solo il nome. Non si conosce la sua fine.
Tolkien si riferisce a Maglor come uno dei figli di Fëanor che probabilmente si sposarono, ma non possediamo alcuna informazione in merito a sua moglie o ad eventuali bambini.

### Mahtan
Mahtan è padre di Nerdanel, la moglie di Fëanor. Il suo nome probabilmente deriva da un'antica radice mahta-, che significa "maneggiare" nel senso particolare riferito all'abilità artistica.
Esperto fabbro di Valinor, Mahtan apprese le arti di lavorare i metalli e le pietre dal Vala Aulë in persona, e per questo Mahtan venne chiamato Aulendur, o "Servo di Aulë". Egli usava portare un cechietto di rame attorno alla testa (come farà poi suo nipote Maedhros), ed era famoso a causa della sua passione smisurata verso i metalli. Mahtan a sua volta insegnò le sue arti a Fëanor, il più grande tra tutti gli artigiani elfici, il quale, con il profondo rammarico di Mahtan, usò la sua conoscenza per forgiare le prime armi ed armature a Valinor.
Mahtan aveva la barba, cosa alquanto inusuale per un elfo, specialmente uno giovane come lui. Infatti Tolkien ci dice che agli elfi poteva crescere la barba a partire dal "terzo ciclo" della loro vita, mentre Mahtan costituiva un'eccezione, in quanto gli crebbe solo al secondo. Non è chiaro a cosa, esattamente, questi "cicli" si riferiscano.
Il suo epessë era Rusco (parola quenya per "volpe"), in riferimento al colore rossiccio dei suoi capelli, che la figlia ed i nipoti Maedhros, Amrod e Amras erediteranno.

### Míriel
Detta la Ricamatrice, fu la prima moglie di Finwë, Re dei Noldor; da lui ebbe un figlio, Curufinwë, che ella soprannominò Fëanor, che significa "Spirito di Fuoco". Míriel è descritta con i capelli color dell'argento, un colore inusuale per i Noldor; infatti, nonostante ella sia un elfo Noldorin, il colore dei capelli e la bellissima voce che aveva erano caratteristiche tipiche della Casa di Elwë, e dei Teleri in generale, il che farebbe pensare ad una sua appartenenza a questo clan precedente al matrimonio con un Noldor, oppure all'appartenenza di uno dei suoi genitori alla Casa di Elwë.
Dopo aver dato la nascita a Fëanor, ella desiderò di morire, poiché il bambino aveva preso da lei così tanto spirito vitale che sembrò averla totalmente prosciugata. Quindi, sebbene per un elfo fosse fino ad allora impossibile morire, poiché la sua vita era stata creata per durare in eterno, Ilúvatar assecondò il suo desiderio, e la sua anima (il feä) si staccò dal corpo, entrando per prima nelle Aule di Mandos, ancora vuote: Míriel, infatti, fu la prima tra i Figli di Ilúvatar a lasciare Arda. Questo evento scioccò i Valar e tutta Valinor, e spinse Finwë alla decisione di risposarsi, e il popolo dei Noldor a ribellarsi contro i Valar.

### Mithrellas
Fanciulla elfica di Lórien, ancella Nandor di Nimrodel, fugge al suo seguito ma si smarrisce, finendo per sposare un nobile numenoreano di Gondor, Imrazor di Belfalas, dandogli due figli tra cui Galador, primo Principe di Dol Amroth. Una notte, presa dalla nostalgia per la sua gente, fugge e non viene più ritrovata.

### Nellas
Sindarin del Doriath, fa da testimone al processo di Túrin (un uomo).

### Nerdanel
Costei era figlia del fabbro Mahtan e moglie di Fëanor.
Nerdanel diede a Fëanor sette figli: Maedhros, Maglor, Celegorm, Caranthir, Curufin, Amrod e Amras (vedi Figli di Fëanor). Ella, al contrario del marito, era di indole pacifica, e cercava di moderare la tempra fiera ed orgogliosa del compagno con la sua saggezza; per un periodo di tempo, infatti, fu lei l'unica capace di influenzarlo. Chiamata "la Saggia", Nerdanel rifiutò di seguire il marito nella sua impresa nella Terra di Mezzo, e di lei si persero le tracce; probabilmente rimase a vivere ad Aman.
Nerdanel era un'ottima scultrice; delle sue statue si diceva che fossero così realistiche che le persone le scambiavano per vere.
La famiglia di Nerdanel è interessante perché costituisce l'unico esempio attestato di elfi con i capelli rossi. Il padre di Nerdanel, infatti, e tre dei suoi figli (Maedhros, Amrod e Amras) sono descritti a loro volta aventi una chioma ramata, elemento caratteristico "della stirpe di Nerdanel".

### Nimloth
Nimloth era una fanciulla elfa del Doriath. Nel 497 della Prima Era sposò Dior, l'erede di Thingol, e per un certo tempo visse con lui presso Lanthir Lamath. Qui diede alla luce i suoi figli, Elwing, Eluréd e Elurín. Nel 504, dopo l'uccisione di re Thingol, fece ritorno al Doriath con suo marito e ne divenne regina. Il suo regno, ad ogni modo, fu breve, perché i figli di Fëanor assaltarono Menegroth e uccisero lei e Dior.
A Nimloth sono intitolati i Nimloth Colles su Titano.

### Nimrodel
Sindarin, amata di Amroth, scomparve durante la Terza Era.

### Nuin
Detto Padre del Linguaggio, Avarin che scopre i primi uomini, appena risvegliatisi, nei Racconti ritrovati.

### Olwë
È il Re dei Teleri di Aman, e fratello più giovane di Elwë (Thingol), Signore dei Sindar. Nei Racconti incompiuti si nomina un terzo fratello, Elmo, che però sembra un'aggiunta posteriore utile solo a spiegare la parentela di Celeborn con Thingol.
Elwë e Olwë erano entrambi Signori del terzo clan degli elfi, i teleri, e insieme condussero il loro popolo dal Cuiviénen nell'Ovest. Ma durante una lunga attesa nel Beleriand, Elwë scomparve. Dopo anni di ricerca, Olwë divenne impaziente, e partì con la gran parte dei Teleri in direzione di Valinor, a causa dell'insistenza del Vala Ulmo.
Olwë divenne Signore dell'isola di Tol Eressëa, sulla quale i Teleri costruirono molte città, e crebbero in numero. Quando finalmente giunsero in Eldamar alcuni secoli più tardi, Olwë fu fatto Re di Alqualondë. Sua figlia, Eärwen sposò Finarfin, figlio di Finwë e più tardi Re dei Noldor in Valinor, e così i loro figli, quando questi tornarono nella Terra di Mezzo, poterono rivendicare una parentela con Thingol.

Oltre a Eärwen, Olwë ebbe molti figli.

### Orodreth

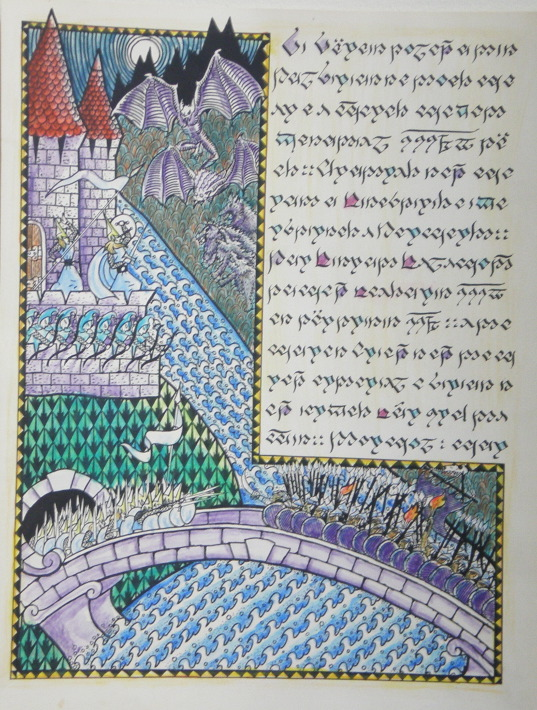
Orodreth Difende Tol Sirion (illustrazione di Tom Loback)

Era un elfo della Prima Era, figlio di Angrod, nipote di Finrod Felagund, e Signore del Nargothrond.
Nel Silmarillion pubblicato da Christopher Tolkien, Orodreth è il figlio di Finarfin, e il suo nome in Quenya è Artanáro . Tolkien effettivamente progettò di farlo, il figlio di Angrod, e quindi il nipote di Finrod. In The Children of Húrin , Orodreth è di nuovo il figlio di Finarfin, per ragioni sconosciute. Si può presumere che questa scelta sia stata fatta per non confondere i lettori del Silmarillion pubblicato.
Il suo nome in quenya era Artaresto. Orodreth era nato a Valinor da Angrod e Eldalôtë, una dama Noldorin il cui nome in Sindarin divenne Edhellos. Assieme alla figlia di Turgon Idril e al figlio di Curufin Celebrimbor, era uno dei tre membri della famiglia reale Noldorin nella terza generazione di esiliati. Mentre lui e suo padre tennero il Dorthonion, suo figlio, Gil-galad, fu mandato al più sicuro Nargothrond con il suo prozio Finrod.
Orodhret tenne la torre di Minas Tirith sull'isola di Tol Sirion nella valle del Sirion fino a che Sauron conquistò l'isola e la ribattezzò Tol-in-Gaurhoth. Orodreth allora si rifugiò a sud nel Nargothrond. Senza l'aiuto di Celegorm e Curufin, che avevano improvvisamente attaccato le forze di Sauron con tutte le truppe che poterono radunare, Orodreth sarebbe potuto cadere.
Quando Beren venne al Nargothrond, Finrod lo accompagnò nella sua cerca del Silmaril. Ma anche Celegorm e Curufin i Figli di Fëanor erano al Nargothrond, e costrinsero Finrod ad abbandonare la sua corona. Orodreth la prese, governando come reggente, ma i Figli di Fëanor detenevano il vero potere.
Quando arrivò la notizia che Finrod era stato ucciso, i Figli di Fëanor furono cacciati dal Nargothrond, e Orodreth ne divenne Re.
Quando Túrin Turambar arrivò al Nargothrond gradualmente ne divenne de facto il Sire, benché Orodreth ne rimase Signore nel nome.
Orodreth ebbe due figli: Gil-galad e Finduilas. Alla fine morì combattendo gli eserciti di Morgoth e il Drago Glaurung alla Battaglia di Tumhalad.

### Oropher
Oropher era il re degli elfi silvani di Boscoverde il Grande (divenuto poi Bosco Atro), ed era il padre di Thranduil. Faceva parte di un gruppo di Sindar che si spostò da sud fino ad insediarsi a Bosco Atro, che all'epoca non era stato ancora contaminato da Sauron; ma quando il potere di questi aumentò, Oropher decise di portare il suo popolo oltre i Campi Iridati, volendosi inoltre affrancare dalla potenza e dalle usurpazioni dei Nani di Moria, anche irritato dalle interferenze di Celeborn e Galadriel di Lórien; decise pertanto di spostarsi verso nord: alla fine della Seconda Era dimorava nelle foreste di Emyn Duir.
Sebbene desiderasse che il suo popolo stesse il più lontano possibile dalle faccende dei Sindar e dei Noldor (come in fondo da quelle di chiunque altro), capì che non ci sarebbe stata pace fino a quando Sauron non fosse stato sopraffatto. Inviò quindi un contingente del suo popolo, fattosi assai numeroso, a combattere a fianco degli elfi di Lórien, guidati da Malgalad (noto in altre versioni di Amdir).
Oropher però non volle sottostare agli ordini supremi di Gil-galad, cosicché le perdite nella Battaglia di Dagorlad furono enormi. Inoltre gli elfi silvani erano male equipaggiati in fatto di corazze e armi rispetto agli Alti elfi dell'Ovest.
Al termine della battaglia vinta dall'Alleanza si contarono, tra le file degli elfi silvani, innumerevoli perdite: la metà delle forze di Malgalad rimase tagliata fuori dal grosso dell'esercito, finendo nelle Paludi Morte. Lo stesso Oropher rimase ucciso al primo attacco, guidando la carica dei suoi elfi prima che Gil-galad avesse dato l'ordine di avanzare.

### Orophin
Sindarin di Lórien, fratello di Haldir e Rúmil.

### Pengolodh
Pengolodh (in Sindarin o Quendingoldo in quenya) era un elfo, nato a Nevrast da un nobile noldor ed una elfa sindar, quando Turgon fondò Gondolin a Tumladen, vi si trasferì con la sua gente. Era considerato il più saggio dei Noldor.
Pengolodh fuggì durante il sacco della città con Tuor ed Idril, seguendoli fin alla Porti di Sirion. Li Annali del Beleriand sono attribuiti a lui, così come la cura degli Annali di Aman (iniziati da Rúmil).
Fu durante il suo soggiorno alle Bocche del Sirion che Pengolodh fece la maggior parte del suo lavoro. Sulla base di informazioni ottenute dai profughi del Doriath, copiò molti documenti scritti in Cirth, probabilmente soggiorno per un breve periodo nel Lindon dopo la Guerra d'Ira, permettendo ai Dúnedain di copiare il suo lavoro.
Più tardi, nella Seconda Era, abitava nel Regno di Ereinion retto da Gil-galad. Pengolodh fu anche uno dei pochi elfi ammessi in Khazad-dûm, dove imparò addirittura il khuzdul. Partecipò alla guerra contro Sauron e dopo la caduta dell'Eregion, Pengolodh lasciò la Terra di Mezzo per Tol Eressëa, fu l'ultimo dei saggi a lasciare la Terra di Mezzo.

### Penlod
Noldorin di Gondolin, signore del Pilastro e della Torre di Neve.

### Rog
Noldorin di Gondolin, signore del Martello d'Ira.

### Rúmil
Noldorin di Tirion, autore dell'Ainulindalë e inventore delle Sarati

### Rúmil di Lórien
Sindarin di Lórien, fratello di Haldir e Orophin.

### Saeros
Nandorin, consigliere di re Thingol, accidentalmente ucciso da Túrin (un uomo) per averlo insultato. Versioni precedenti del nome: Orgof

### Slagant
Noldorin di Gondolin, signore dell'Arpa.

### Thranduil
Sindarin, figlio di Oropher, padre di Legolas re di Bosco Atro poi Boscoverde il Grande.
Nella trasposizione cinematografica dello Hobbit di Peter Jackson, Thranduil è interpretato da Lee Pace. Versioni precedenti del nome: Tynwfiel

### Turgon
Noldorin, figlio di Fingolfin, padre di Idril Celebrindal, signore prima di Vinyamar nel Nevrast, poi di Gondolin, morto nel sacco della città. Versioni precedenti del nome: Turondo

### Voronwë

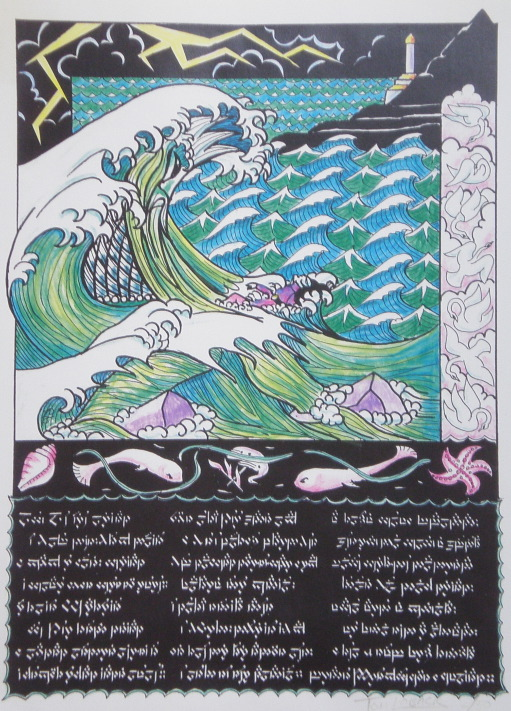
Ulmo salva Voronwë

Il suo nome in quenya significa fermo, deciso reso in Sindarin con Bronwë. Il suo nome appare ne Il Silmarillion anche come epesse "titolo onorifico". Voronwë come elfo era relativamente giovane essendo nato nella Terra di Mezzo invece che in Valinor. Suo padre era un Noldo quindi parlante quenya ma sua madre era un'elfa del Falas parlante Sindarin e parente di Círdan. Voronwë si considerava appartenente alla casata di Fingolfin. Voronwë è stato tra coloro che sono stati inviati da Turgon alla Baia di Balar, dopo la Battaglia delle Innumerevoli Lacrime. Il suo incarico era quello di chiedere aiuto a Círdan nella costruzione delle navi in modo tale che essi sarebbero stati in grado di raggiungere Valinor per pregare in cerca di un aiuto dei signori dell'Occidente. Ma girovagò incantato per molto tempo in lande desolate. In seguito Voronwë, salì sulla nave costruita da Círdan e navigò verso l'Occidente. Tuttavia durante il viaggio una grande tempesta fece affondare la nave. Voronwë fu l'unico sopravvissuto, salvato dallo stesso Ulmo, signore del mare e gettato sulle coste vicino a Vinyamar, ove era nato. Venne accolto da Tuor e secondo il volere di Ulmo, lasciò insieme a quest'ultimo la città e si diresse a Gondolin. Dopo aver viaggiato per più di un mese, arrivarono nella città nascosta. Dopo questi avvenimenti non si sa più nulla di Voronwë, ma l'autore lascia presupporre che rimase a Gondolin, sopravvivendo alla sua caduta navigando in seguito verso occidente con Tuor.

### Il capo delle guardie
Elfo silvano di Bosco Atro, capo delle guardie di re Thranduil al tempo della cattura dei nani diretti a Erebor, si ubriaca col maggiordomo Galion e viene derubato da Bilbo Baggins (uno hobbit) delle chiavi delle celle.

### Gnomi
Tra gli elfi presenti nei Racconti ritrovati e nei Racconti perduti (in questo caso si parla di gnomi), si ricordano Ainairos (gnomo di Alqaluntë), Auredhir (figlio di Dior e Nimloth nei Racconti perduti), Ausir (fanciullo presente a Mar Vanwa Tyaliéva (la Casetta del Gioco Perduto), Beren (gnomo nei Racconti perduti), Bruithwir (figlio di Maidros, padre di Fëanor nei Racconti ritrovati, Cuorpiccino (detto il Guardiano del Gong o Ilverin o Elfrith, figlio di Voronwë, abitante a Mar Vanwa Tyaliéva), Dairon (figlio di Thingol e Melian la Maia nei Racconti perduti, menestrello. Corrisponde a Daeron, che però non è fratello di Tinúviel), Daurin (ucciso da Melko nell'assalto ai Due Alberi), Duilin padre di Flinding (nome di Gwindor nei Racconti perduti), Duilin (gnomo di Gondolin, signore della stirpe della Rondine), Egnor (detto Damrod lo Gnomo, Rog dagli orchi, padre di Beren nei Racconti perduti e poi Barahir, un uomo), Eltas (ospite a Mar Vanwa Tyaliéva), Evranin (nutrice di Elwing che nei Racconti perduti la fa fuggire da Menegroth con l'aiuto di Gereth), Evromord (guardiano della porta di Mar Vanwa Tyaliéva dopo Rúmil), Galweg (gnomo dei Rodothlim, padre di Failivrin nei Racconti perduti), Gamil Zirak (fabbro e maestro del nano Telchar), Gereth (che con l'aiuto di Evranin, fa fuggire Elwing da Menegroth nei Racconti perduti), Gilfanon (detto Gilfanon a Davrobel, gnomo di Tavrobel, abitante della Casa dei Cento Comignoli, ospite a Mar Vanwa Tyaliéva durante la permanenza di Eriol), Gimli (prigioniero di Tevildo Vardo Meoita), Hendor (gnomo di Gondolin, servitore di Idril, porta Eärendel (Eärendil) fuori dalla Torre durante la caduta della città),
Ivárë (menestrello), Lindo (gnomo di Tol Eressëa, padrone di Mar Vanwa Tyaliéva), Mablon (detto l'Ilkorin, cade durante la Nírnaeth Arnoediad, affrontando i Balrog per coprire la ritirata di Turgon), Maidros (padre di Bruithwir), Meleth (gnoma di Gondolin, nutrice di Eärendel), Meril-i-Turinqi (gnoma di Tol Eressëa, figlia di Inwë, signora dell'isola nei Racconti ritrovati), Naimi (detta Éadgifu, gnoma di Tol Eressëa, sposa di Ælfwine/Eriol, madre di Heorrenda), Narthseg (gnomo del Doriath, tradisce Artanor presso i nani), Rimion (padre di Egnor), Rúmil (detto il Saggio, guardiano della porta di Mar Vanwa Tyaliéva),
Tareg (detto l'Ilkorin, capitano di una schiera di elfi nei Racconti ritrovati), Tulkastor (padre di Vairë), Ufedhin (gnomo del Doriath, alleato dei nani, tradisce Tinwelint), Uolë Kúvion (detto l'Uomo della Luna), Vairë (gnoma di Tol Eressëa, figlia di Tulkastor, sposa di Lindo), Valwë (padre di Lindo) e Vëannë (detta Melinir da Eriol, gnoma bambina di Mar Vanwa Tyaliéva).